# 中华人民共和国高速铁路

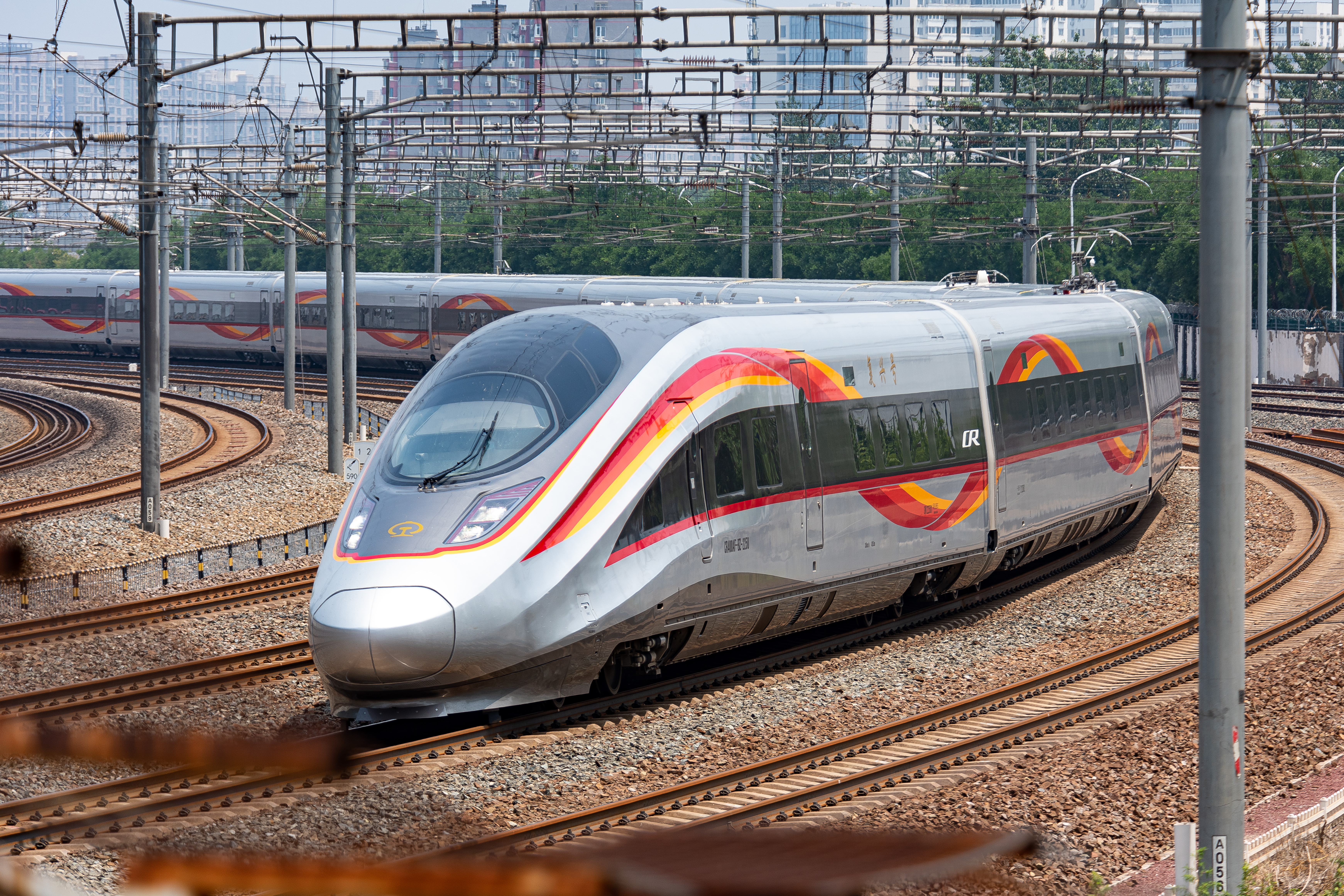
由北京南站发出的复兴号CR400AF-BZ型电力动车组

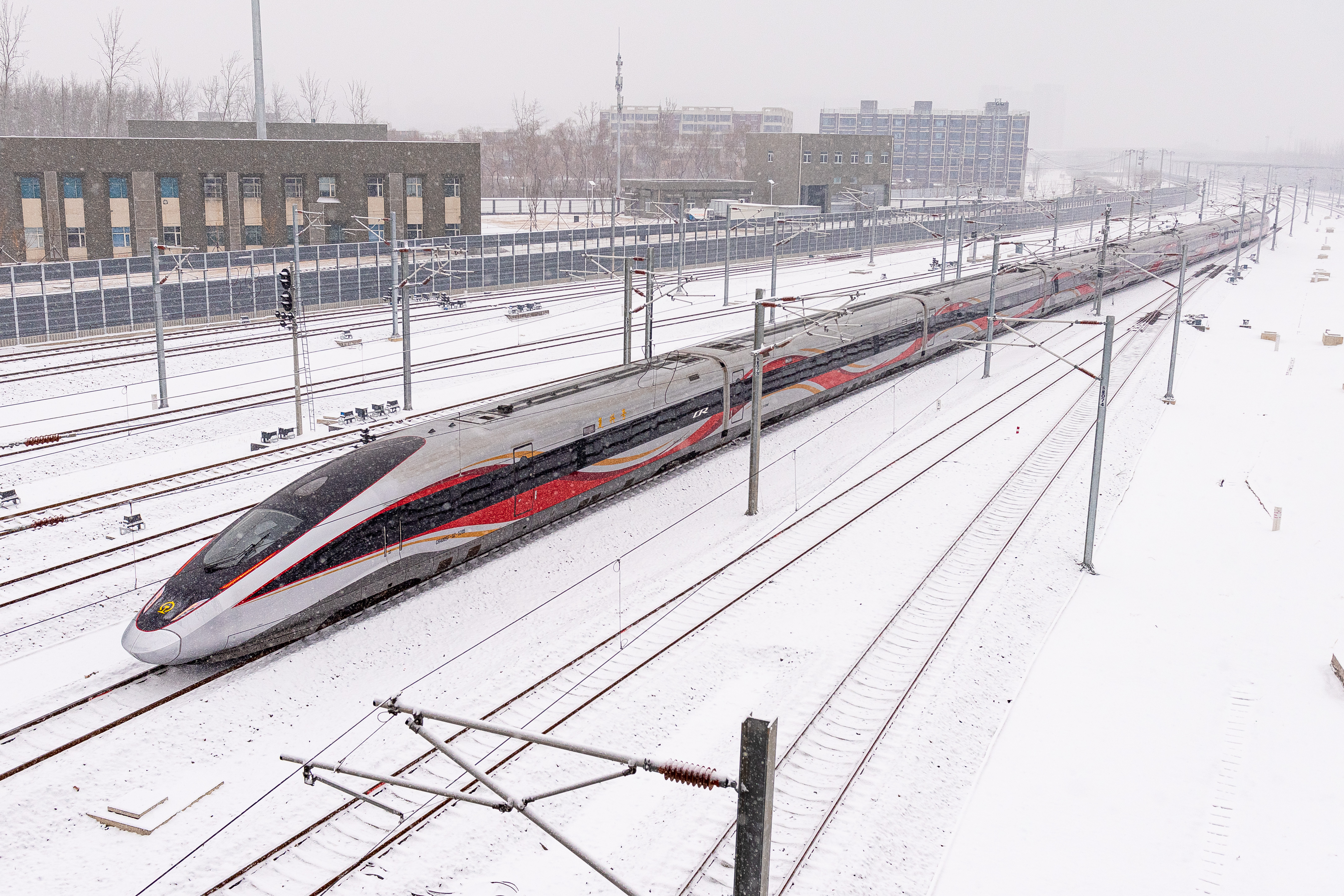
行驶在京哈客运专线的复兴号CR400BF-GZ型电力动车组，该线路为中国第一条高寒高速铁路

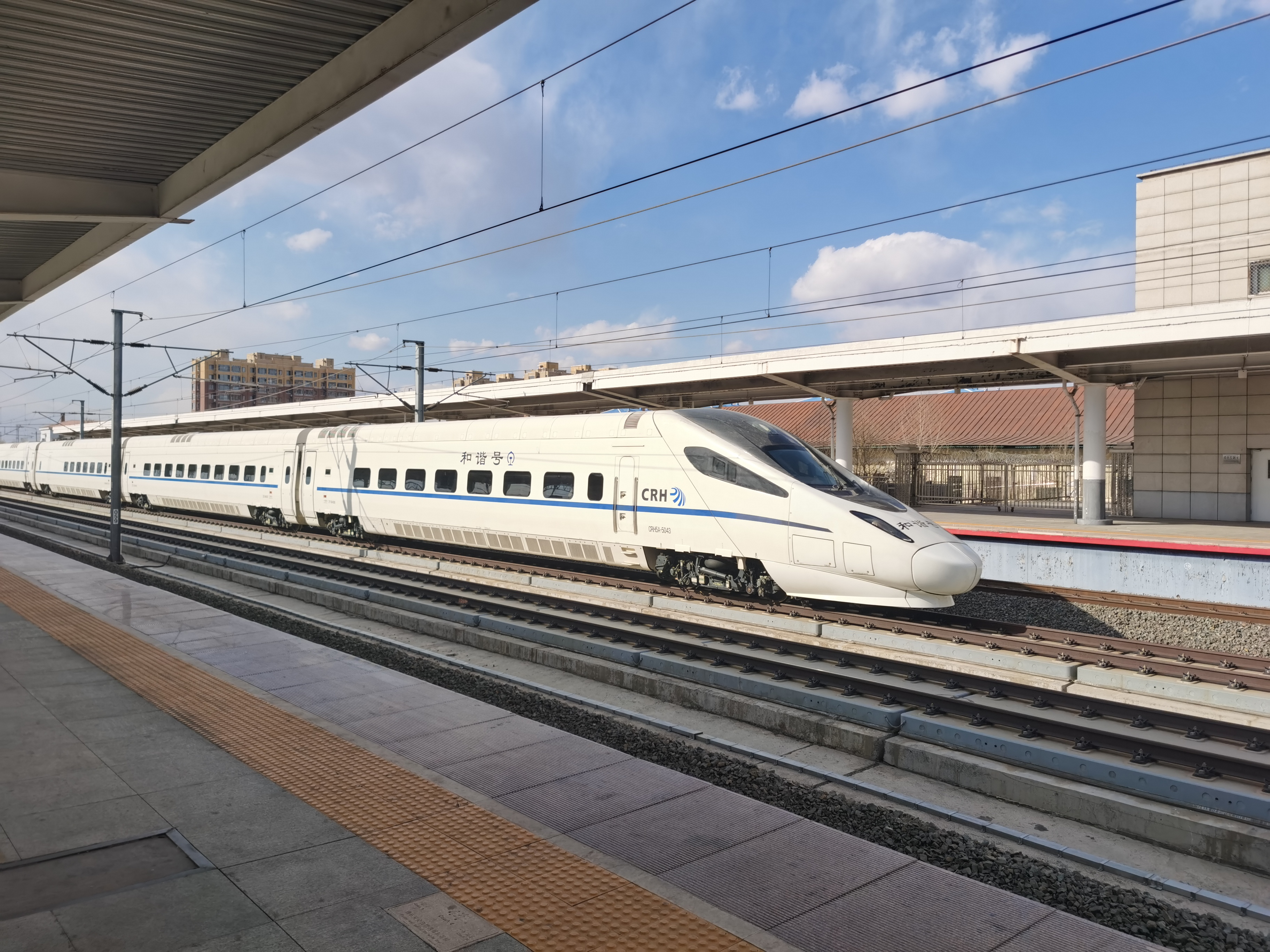
哈齐高铁运行的CRH5A动车组

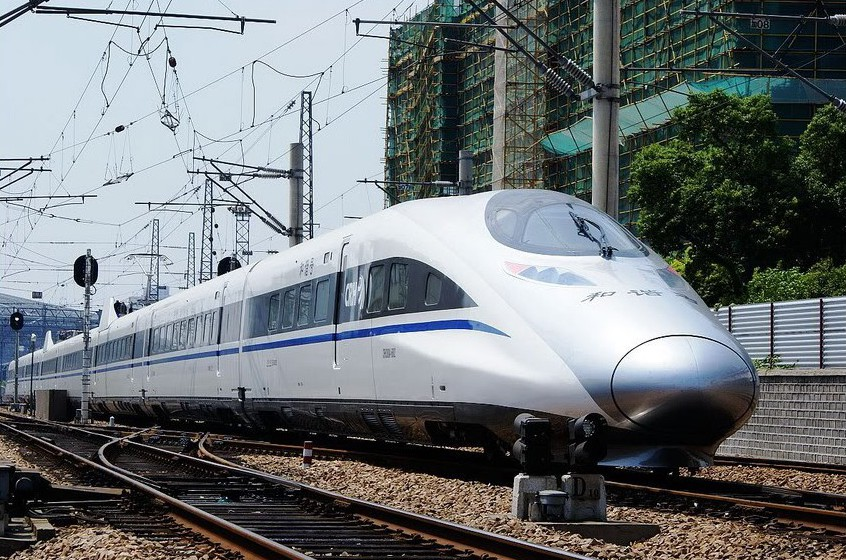
通过技术转化改进的CRH380A动车组

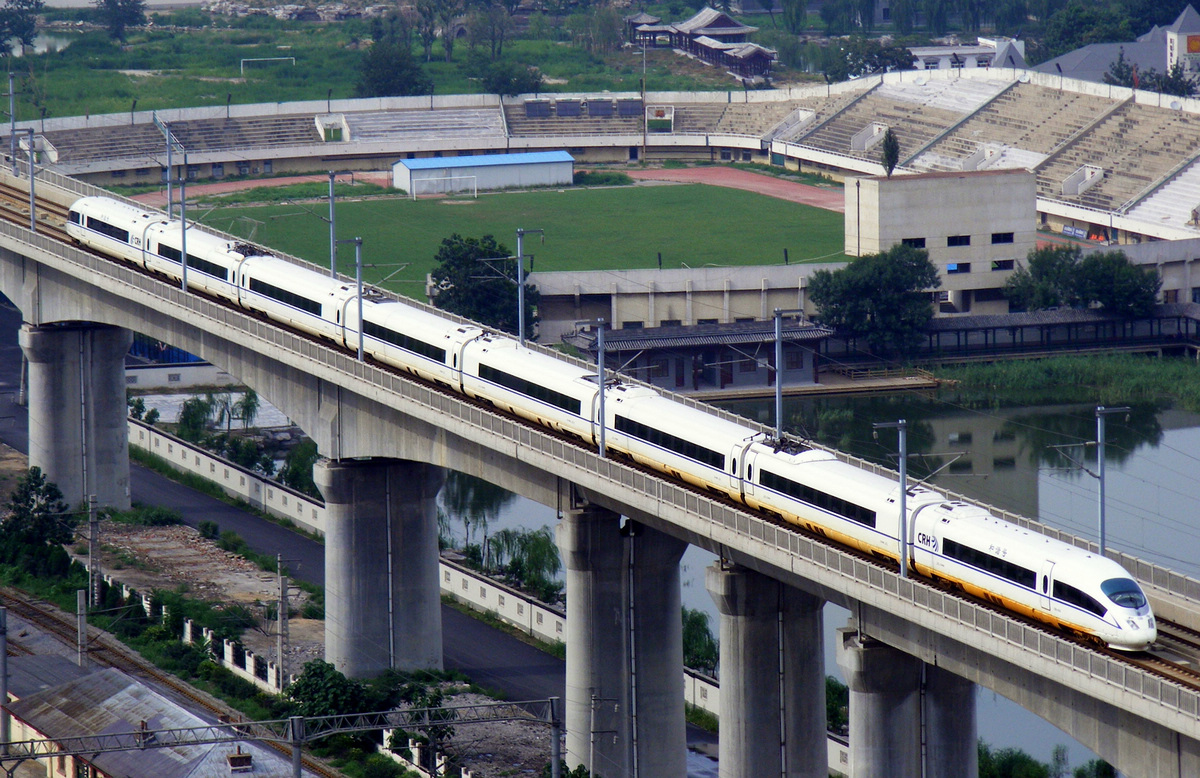
京津城际铁路为“八纵八横”高速铁路主通道规划的路线之一

中华人民共和国高速铁路，是目前世界上最大规模的高速铁路网。1999年8月16日中华人民共和国第一条客运专线秦沈客运专线开工，2003年10月12日建成通车。京津高鐵於2008年通車後，中國正式邁入時速300公里以上的高速鐵路新時代，並開始陸續在各省興建高速鐵路。截至2024年底，中国高速铁路总里程超过4.8万公里，通车里程全球第一。在2024年9月的统计中，中国高铁运营里程4.6万余公里，占全世界的70%以上；其中，时速300—350公里的高铁运营里程2万公里，时速200—250公里的高铁运营里程2.6万公里。中国高铁開通範圍已涵蓋包括香港特別行政區的31个省级行政区，其中京津城際鐵路、京滬高速鐵路等多条线路已達到時速350公里的全球最快營運速度，目前路线仍持續兴建中，預計在2025年将建成约60,000公里的高速铁路网。
中国人口众多和流动频繁，对作为大众化交通工具的高速铁路需求巨大，雖有合資與轉讓的條件為前提，仍吸引了來自德國、日本、加拿大、法國各廠商爭相以競標的方式搶占巨大的市場，使得中國以此獲取多國的成熟列車與技術，統稱為和諧號，並且實現引進、拼裝再到逐漸國產化的最終目標。中国製造商在研究這些早期版本的經驗基礎上，将包含的线路建设、运营调度系统、通信和网络系统、机械、材料进行相互配合，推出了中國標準動車組，並將進一步追趕先進列車的指標，建成了针对不同气候、不同地形的高铁，例如经过零下40度高寒地带的哈大高铁、全球第一条环線高铁和最南端的高铁——穿越热带地区和台风频发环境的海南环岛高铁、经过大风区和戈壁沙漠的兰新高铁和橋隧道路长度超过总长度一半的贵广高铁。
中國高鐵在這些內外條件偕同配合下得以高速發展，使國內的生活和工作方式发生了重大变化，促進沿路地區的經濟發展，也使得中国进一步迈向“高铁社会”，使相鄰省份成為一日生活圈。2024年，中国高铁的旅客发送量达到32.72亿人次，占全国铁路旅客发送量的75.9%。截至2024年，中国高铁已覆盖全国96%的50万人口以上城市，目前僅剩澳门特别行政区及西藏自治区沒有時速200公里以上的鐵路运营。而目前利用建設經驗所新研製的技術能開始進軍海外，並參與輸出高鐵的承建競爭，例如土耳其高速铁路、印尼雅万高速鐵路等，但也有部分項目被擱置。

## 定义及名称

### 类别
中国的高速铁路大致分为三类：
- 设计时速300-380公里的高速铁路，標準為客運專線，如京津城际、京沪高铁、京哈高铁、京广高铁、沪昆高铁、甬广高铁、广深港高铁等路綫。
- 设计时速200-250公里的高速铁路，標準為客運專線，如秦沈客运专线（现京哈线秦沈段）、合宁铁路、合武铁路、连淮扬镇铁路、金温新双线等路綫。
- 设计时速200-250公里，客车与货车在同一线路上运行的標準铁路，如汉宜铁路、衡柳铁路、杭深铁路、津保铁路等路綫。

改造后时速达200公里的既有线路，如京广铁路京汉段、沪昆线浙赣段、广深铁路全线、宁启铁路等路綫并不算作高速铁路。在2011年8月28日后，在既有线运行的动车组列车时速已全部降至160公里，而且这种车次也逐渐取消。根据2013年2月1日发布的2012年版《铁路主要技术政策》，既有线提速线路被移除出高速铁路的类别。

### 线路命名
中国的高速铁路的命名比较混乱，一些民众、专业媒体，甚至铁路部门都没有完全对所有的名词概念有一个全面、准确的理解，而对于个别线路，国铁内部的不同部门对同一条线路的称谓也有所不同。线路命名的主要规则有：
1. 2008年开通的、与既有线路走向平行的路线以“XX客运专线”或“XX城际线”命名，如“胶济客运专线临高段”[13]、“京津城际线”[14]。2009年1月10日，胶济客运专线全线通车，“XX客运专线”的线名规则由“XX客专线”取代，如“胶济客专线”[15]、“石太客专线”[16]。
2. 2009年12月《高速铁路设计规范》发布后开通的、与既有线路走向平行的路线，增加了“XX高速线”这一称谓命名，如京广高速线[17]、京沪高速线[18]。与之类似的还有“XX高铁线”，适用此规则的线路仅有“海南环岛高铁线东段/西段”。
3. 没有平行的既有线的新建线路则以“XX线”命名，如杭深线、宁蓉线、南广线等。
4. 中国国家铁路集团于2020年11月18日发布了《铁路线路、车站、桥渡隧名称管理办法》(铁发改〔2020〕196号)，对铁路线路、车站、桥渡隧命名进行了统一规范，并规定线路性质执行《铁路线路设计规范》分类，命名为“XX高速铁路”、“XX城际铁路”、“XX铁路”，简称“XX高铁”、“XX城际”、“XX铁路”，如银西高铁[19]、仙桃城际[20]、福平铁路[21]等。后期延伸的线路沿用此命名规则，如京港高铁[22]、郑机城际[23]、连镇铁路[24]。该规则发布后的初期，受新规则摒弃“线”字和老规则“客专线”一项的过渡交织，产生“XX客专”这一孤例，此命名方式仅有郑太客专使用[25]。

### 分類
- 城际铁路得名于其功能属性。一般这种线路会修建在人口密度较大，经济较发达，人口流动很大的地区（如长江三角洲城市群和粵港澳大灣區等城市群），具有线路长度较短（通常最长300公里左右）、站间密度较大、设计旅客发送量大、车站位置位于市中心等特点。城际铁路并没有严格的速度要求，不过中国大陆的大多数城际铁路都是近十年来新建的，时速也与高速铁路的要求相同[10]。
- 客运专线指专门用于客运的铁路线路，也是根据线路的功能属性出现的名称。顾名思义，客运专线不允许出现任何非客运列车；因此，在《高速铁路设计规范》发布前，一些设计时速达到高速铁路标准，但是仍有货运列车运营的线路都被定义为国铁I级线路。在《高速铁路设计规范》发布之前，客运专线跟高速铁路在中国大陆的定义基本重叠；《规范》于2009年12月1日发布后，铁道部全面使用“高速铁路”的概念取代“客运专线”，于是一些有货车运营的、达到高铁标准的线路被重新定义为高速铁路[10]。

## 发展历史
中国在高速铁路领域的发展较世界上部分发达国家晚，起步较其晚了20至30年，但因為市場巨大，自21世纪以来，以公開招標的方式成功吸引日本、法國、德國和加拿大放開轉移，在引進高鐵的幫助下吸收技術並高速發展。

### 發展背景

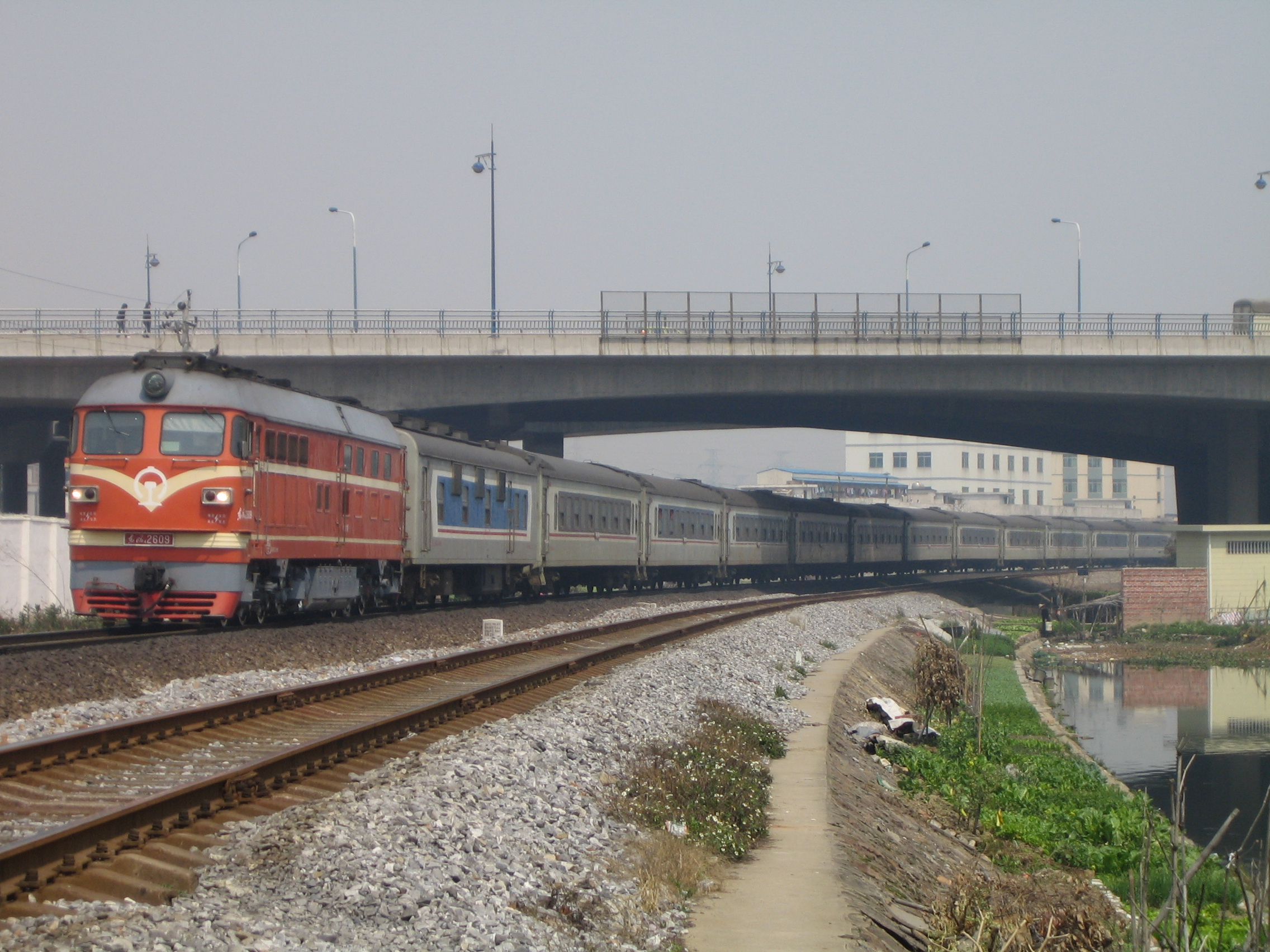
在动车组列车开行前，中国铁路运行的列车速度普遍较慢。图为广三铁路运行的普速列车。

1964年，在日本新干线通車后，中国便开始关注境外高铁的发展。1978年10月，时任中共中央副主席兼国务院副总理邓小平访问日本，在日方安排下乘坐東海道新幹線由东京赴京都，途中表示“像风一样快，我们现在很需要跑”，“真快，我们也需要快”“我就觉得快，有催人跑的意思，我们正合适坐这样的车”。当时，中国铁路运输總里程为5.2万公里，没有高铁线路，客运列车最高运行速度为每小时120公里，且因停站过多和经常晚点造成平均速度仅有每小时43公里，加之中国有着广阔的国土，众多的人口，改革开放后迅速发展的经济与社会需要高速的、大规模的和电气化的快速铁路。而邓小平当时乘坐的新干线0系电力动车组营运最高速度为每小时210公里。自此以后，在1980年代初，中国的铁路官员开始着手规划高铁建设。当时在日本研习期间的铁路系统官员张曙光观看了邓小平考察新干线的影片后，便有了着手规划高铁的念头，表示要让中国人也能坐上高铁。而中国领导人以后每次访日，双方必定会谈到新干线，日方也会必定安排乘坐和参观新干线，同时将中日高速铁路建设方面的合作上升到了“日中友好的象征”的高度。

### 早期研究
1984年，由中国铁道部第四勘测设计院著，中国铁道出版社出版的《高速铁路》一书，成为了中国的第一本高铁书籍。全书整理了日本、法国、德国等国高铁发展情况，书中前言中也写道：“曾经被称为衰老化的客运工具——铁路，因为高铁将获得新的生命契机”。这本书也为早期中国建设高铁的研究起到了一定作用。

### 早期规划
1990年代初，当时的京沪铁路既有线长期处于极度饱和状态，而京沪高速铁路還处于构思阶段，於是中国对高速铁路的研究才实际開展出來。
1990年铁道部完成了《京沪高速铁路线路方案构想报告》并提交全国人大会议讨论，这是中国首次正式提出兴建高速铁路。
1994年，当时的国家科委、国家计委、国家经贸委、国家体改委和铁道部课题组完成了“京沪高速铁路重大技术经济问题前期研究报告”的深化研究，后成立京沪高速铁路预可行性研究办公室。
1995年，时任中共中央政治局常委、国务院總理李鵬曾表示，在第九个五年计划（1996年－2000年）期間，中国將開始修建連接北京和上海的高速鐵路。由于龐大的建設費用，加上高速列車造价昂贵，当时他沒有提及具體的時間。1995年4月5日李鹏在“建设全国统一的综合交通运输网络体系” 的报告中再次指出，京沪高速铁路在“九五”期间只能作前期准备工作。1996年3月，由李鹏发表、全国人大批准的《国民经济和社会发展“九五”计划和2010年远景目标纲要》中，明确表示，“下个世纪前10年，集中力量建设一批对国民经济和社会发展具有全局性、关键性作用的工程。……着手建京沪高速铁路，形成大客运量的现代化运输通道。”京沪高速铁路的动工计划正式被推迟到21世纪。
由于高速铁路相对具有运载能力大、运行速度快、运输效率高等特点，而中国铁路此时面临的主要问题是客运速度慢、运输能力严重不足，因此高速铁路越来越受到重视。在“九五”計劃期间进行的三次铁路大提速的基础上，铁道部随后制定了《“十五”期间铁路提速规划》正式将高速铁路建设列入规划，《规划》提出：到“十五”末期，初步建成以北京、上海、广州为中心，连接中國主要城市的全路快速客运网，总里程达16000公里；客运专线旅客列车最高时速达到200公里及以上，实现高速铁路、部分繁忙干线客货分线；而用于高速铁路车辆的交流电传动、动车组技术研究也同步进行，并开展时速270公里高速动车组（DJJ2）的研制。

### 铁路提速

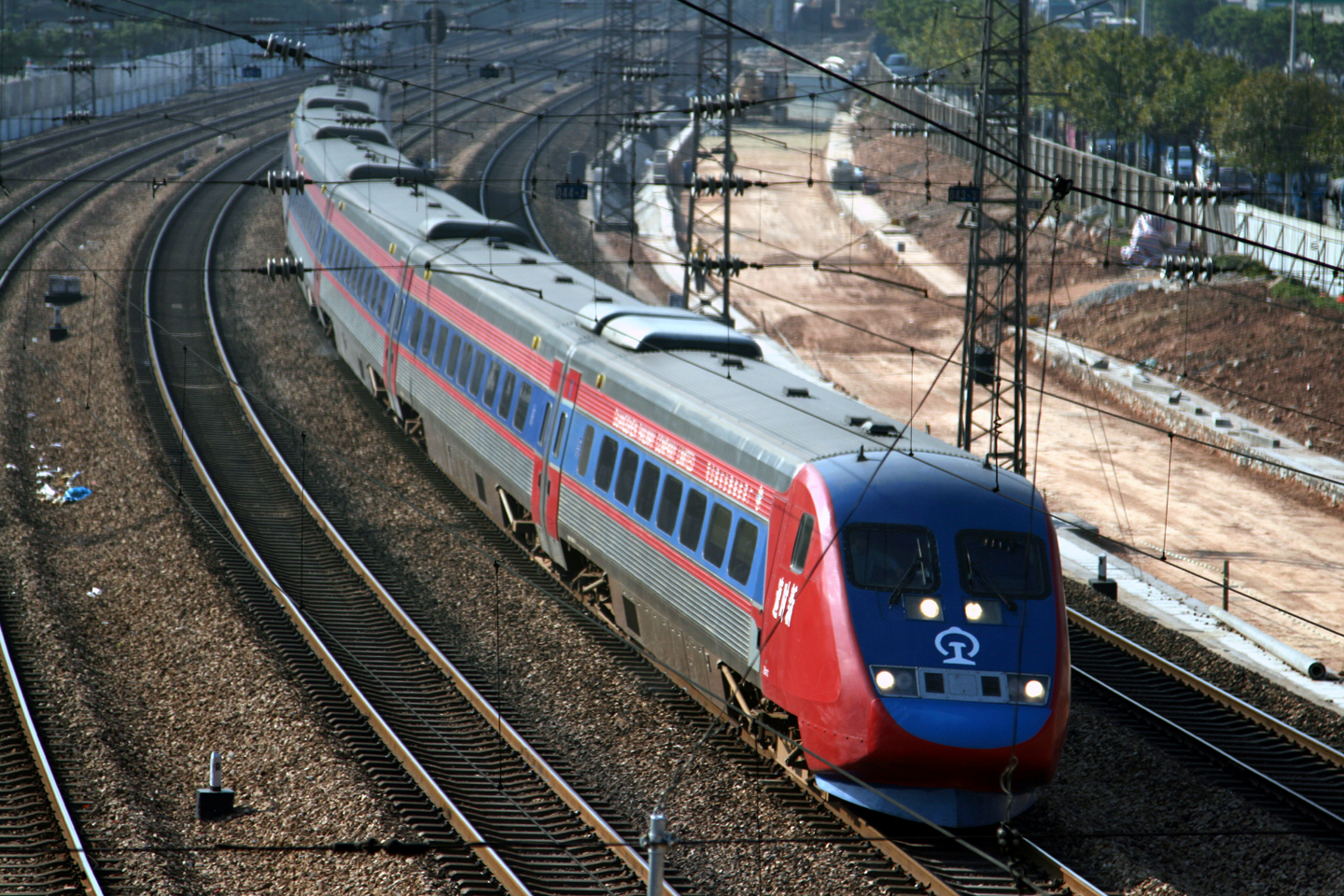
广深铁路于1998年至2007年开行的新时速列车

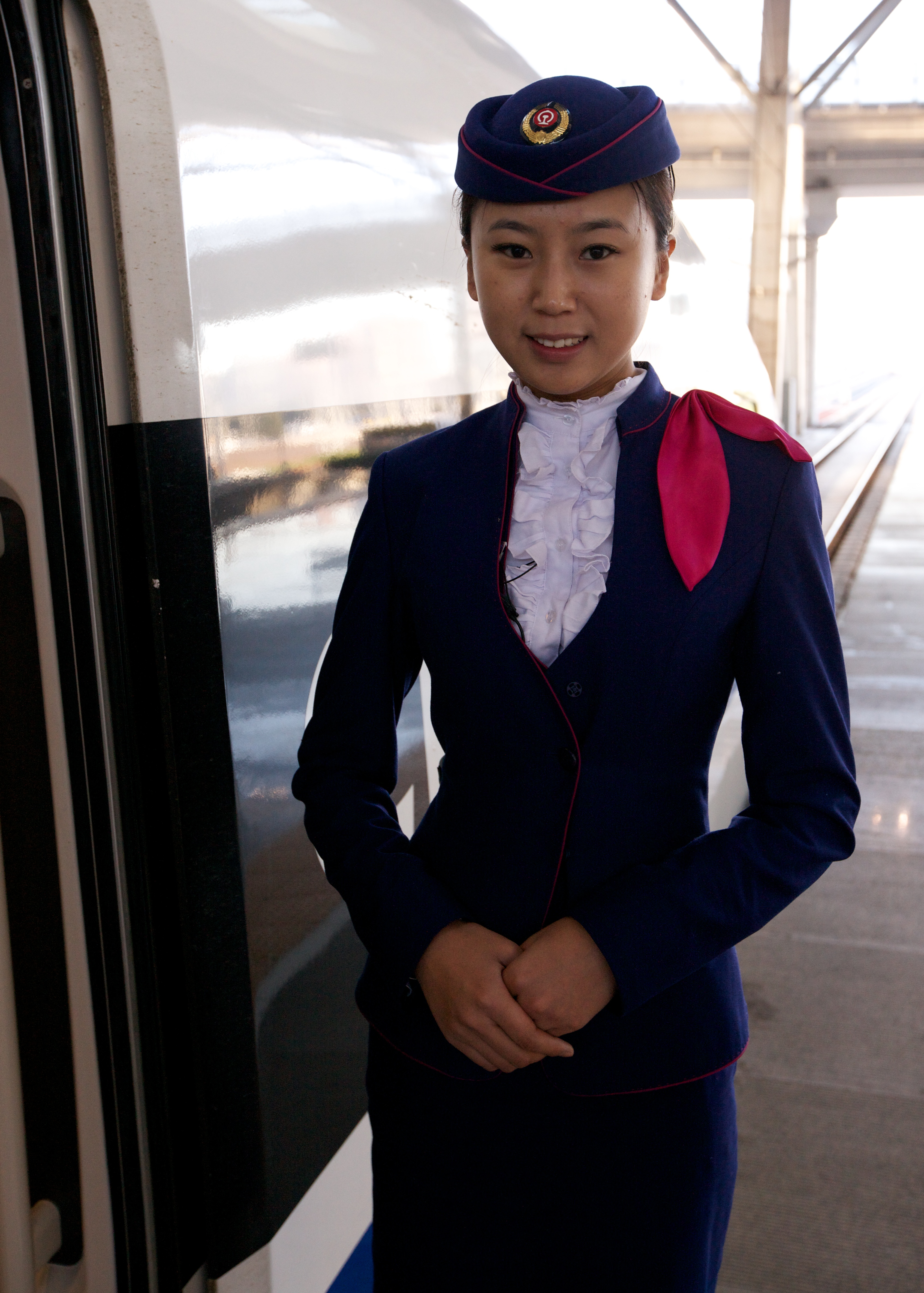
高鐵乘務員

1993年，中国大陆铁路旅客列车平均运行速度仅为48.1公里。为此，在1997年4月1日，中国大陆的铁路实施第一次提速调图，将列车最高运行时速提高到140公里，平均运行速度也提高到时速54.9公里，之后中国实行了四次铁路大提速。
最著名的提速案例为广深铁路的电气化提速改造。1980年代末，当时的铁道部决定从国情实际出发，以时速160公里的准高速铁路作为突破口，为未来发展高速铁路进行探索和试验。选定试验区段对既有线路进行技术改造，可以用较少的投资、较短的时间将既有线路改造成能够开行时速160公里旅客列车的准高速铁路。而当时的广深铁路具有其它铁路线所没有的优越条件，包括不断增长的运输需求、地形条件较好、长度适中等，使其成为首要的试验目标。1989年，铁道部成立了由中国铁道科学研究院和广州铁路局组成的联合专家组，对广深线旅客列车的最高时速提高到160公里进行了前期可行性研究。但由于1990年代初进行准高速改造时资金不足，故推迟了电气化的实施，在过渡阶段使用内燃机车牵引。至1996年，广深铁路总公司改制为广深铁路股份有限公司，广深铁路运用发行H股募集资金及自有资金持续投入建设准高速铁路、高速电气化及配套工程。1997年2月，总投资8亿元人民币的广深线高速电气化工程全面开工；1998年5月28日，广深线高速电气化工程竣工，同年8月28日正式投入运营。广深铁路率先使用由瑞典租賃、最高營運速度达时速200公里、被命名为「新時速」的X2000擺式高速动车组运行广深城际列车。由于全线采用了众多达到1990年代国际先进水平的技术和设备，因此当时广深铁路被视为中国由既有线改造踏入高速铁路的开端。1998年6月，韶山8型电力机车于京广铁路的区段试验中达到了时速240公里的速度，创下了当时的“中国铁路第一速”，是中国第一种高速铁路机车。
2007年4月18日，中国开始实施第六次铁路提速，涉及京哈、京沪、京广、陇海、沪昆、胶济、广深、京九、兰新等铁路干线。提速后，线路允许速度达时速250公里的线路延展里程达846公里，时速200公里及以上的线路延展里程达6003公里，时速120公里以上的线路延展里程达2.2万公里。此次提速使中国铁路开始大规模投入使用动车组列车，也使中国铁路跨入高速时代。从当日起，中国铁路陆续开行140对普通动车组列车（D字头），使用158列CRH1、CRH2和CRH5电力动车组。当时动车组列车票价参照的是1997年原国家计委公布的高等级软座快速列车票价水平，一等车客票基准价为每公里0.3366元（人民币，下同）；二等车客票基准价为每公里0.28元。

### 技术之争
1998年6月2日，在中国科学院和中国工程院两院院士大会上，时任国务院总理朱镕基向在座的一千多位院士提出“京沪高速铁路是否可以采用磁悬浮技术？”的问题。此后，以何祚庥为代表的一批科学家开始支持磁悬浮，而铁道部则支持采用轮轨技术。京沪高铁项目论证也出现了“磁悬浮派”和“轮轨派”。当时中共中央提出的“跨越式发展”口号，也是这一争论的背景。为了证明轮轨高速铁路的优越性，铁道部于1998年开始设计生产200公里电力动车组。而科技部也在2000年初成立了磁悬浮预可行性研究小组，同年年底磁悬浮项目获得立项。2000年6月，上海市政府决定在上海建设高速磁悬浮，尽管磁悬浮速度有无与伦比的优势，但磁悬浮还没有在中国的高速铁路网络得到广泛使用。上海磁浮的盈亏情况、磁悬浮的电磁辐射、噪音等对人体健康的影响均是专家和民众关注和争议的焦点。
1999年，秦沈客运专线开始建设。该线于2003年建成运营，有铁道部官员认为，秦沈客运专线是中国第一条真正意义上的高速铁路，但中国国家铁路局官网未予以承认。为了挑战外资主导地位，在2002年，铁道部推出了完全利用自主知识产权、花费1.4亿元人民币研发的动车组列车“中华之星”。中华之星在秦沈客运专线创造了每小时321.5公里的最快速度纪录。中国也先后研发了DDJ1型电力动车组、先锋号电力动车组、长白山号电力动车组等电力动车组，但最终以失败告终。
2003年，刘志军担任铁道部长，提出“铁路跨越式发展”并大力推进高速铁路技术进步，甚至不惜大规模负债建设、非法挪用资金及牺牲铁路系统职工待遇，中国高速铁路因此开始进入高速发展时期，而高速铁路技术争论以铁道部胜出告终。2004年1月，国务院批准中国第一个《中长期铁路网规划》，正式宣布规划建设里程超过1.2万公里的客运专线，客车速度目标值达到每小时200公里及以上。同时《规划》也提出，对京沪高速铁路和其他三条南北向高速铁路线采用轮轨技术，为中国高速铁路快速建设铺平了道路。中国政府认为，磁悬浮和既有线路的制式不统一，无法联网。其次造价也要比轮轨昂贵很多。另外磁悬浮目前投入商用的只有上海磁悬浮，经验不足。而已有的轮轨技术则已经十分成熟，在对环境带来的影响上，也比磁悬浮更有优势。

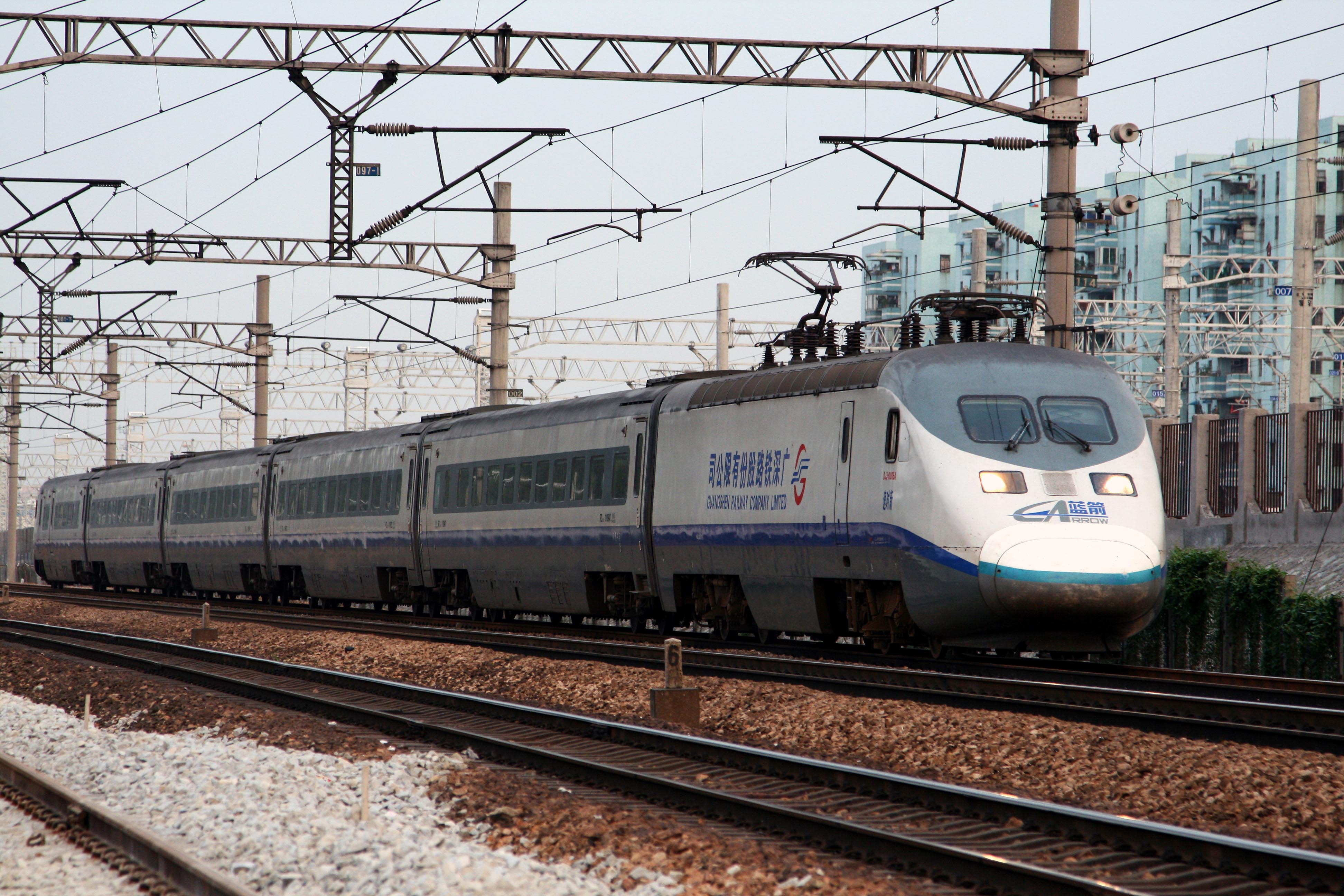
于2001年开始运营的DJJ1型电力动车组，2012年退役
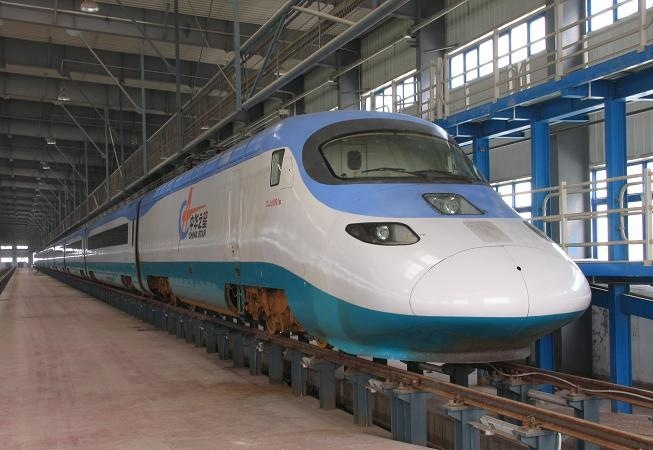
DJJ2型电力动车组，曾创造321.5公里的最快速度纪录
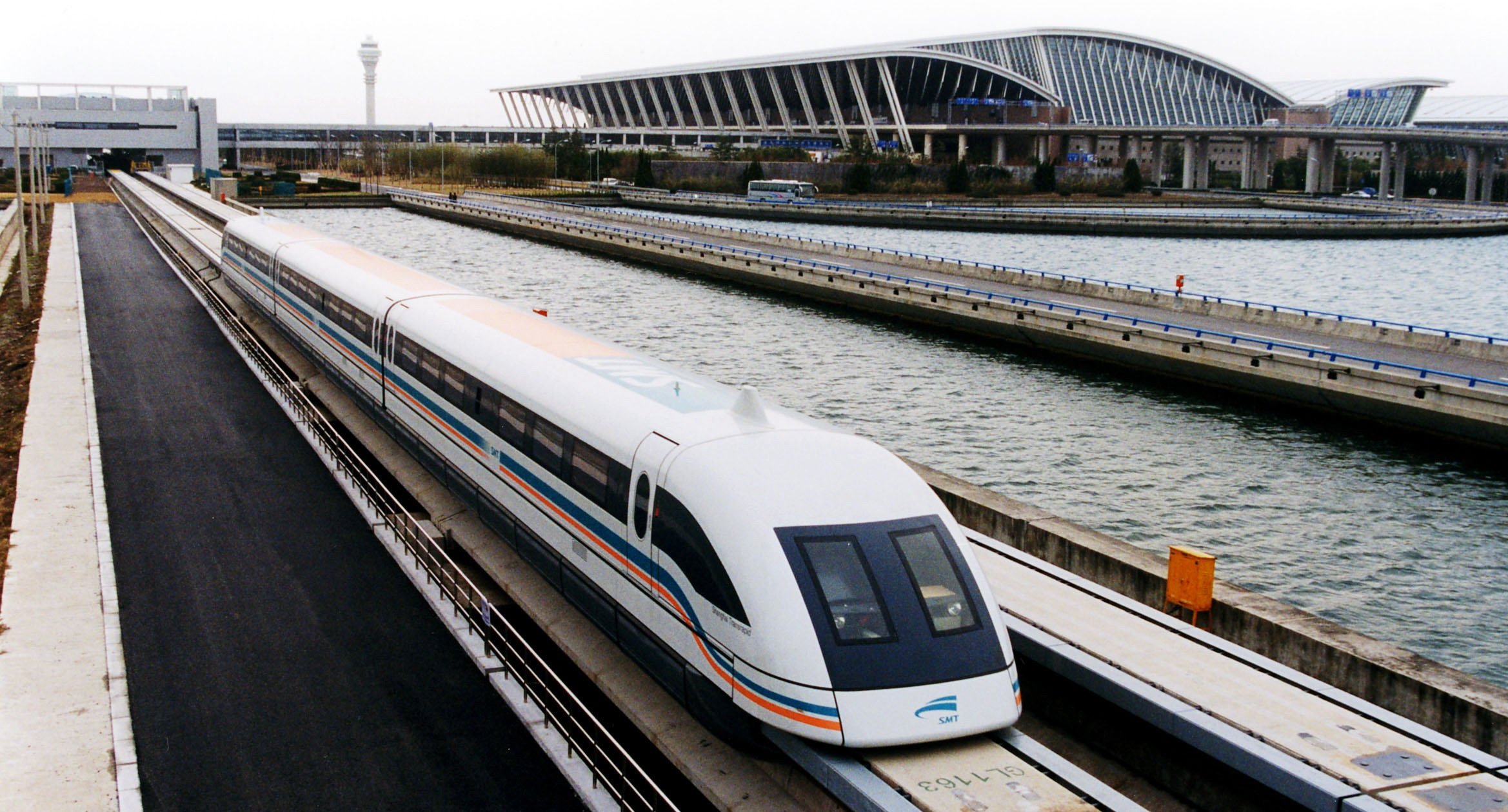
上海磁悬浮列车

### 技术引进

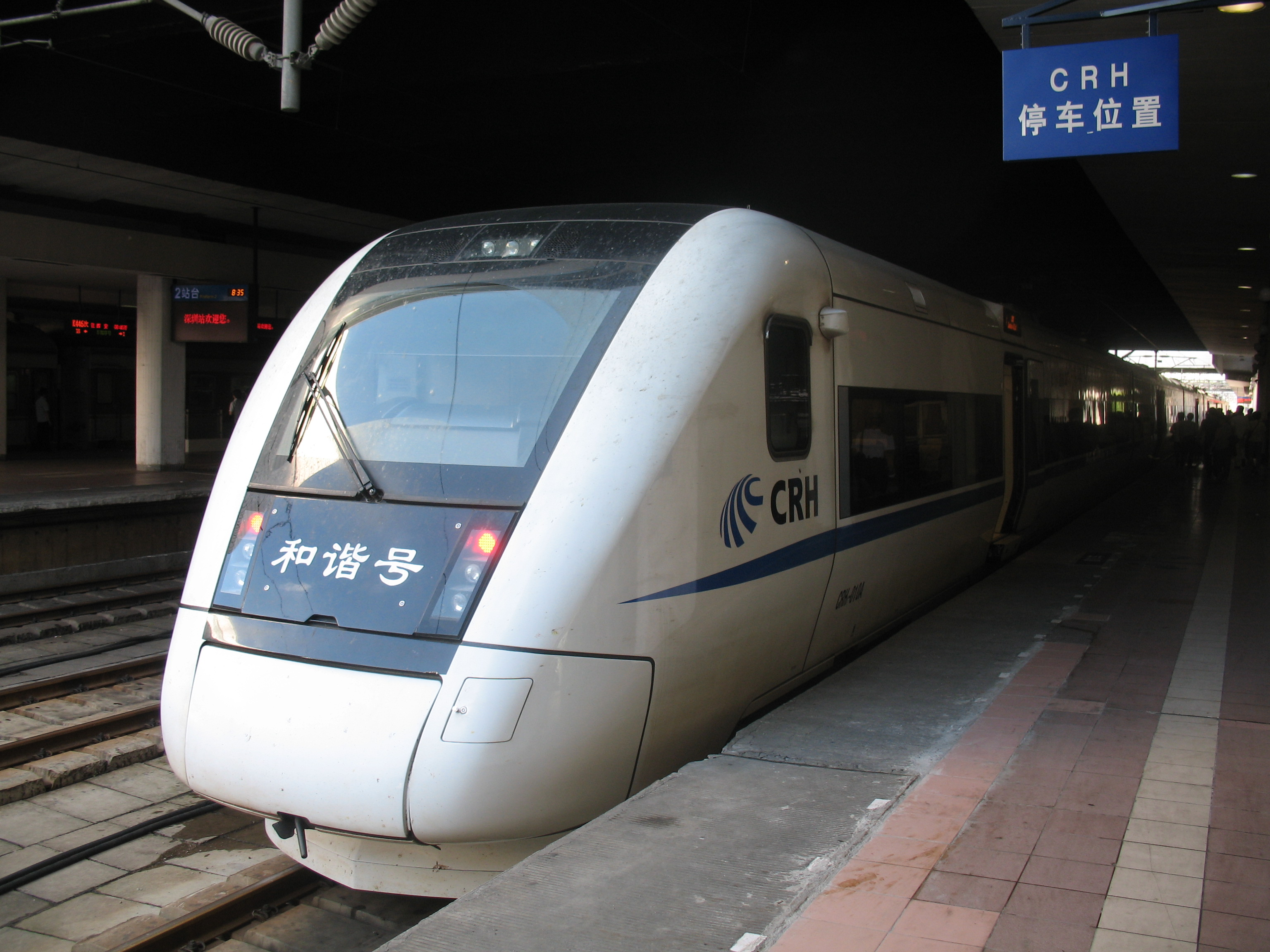
通过技术引进后生产的CRH1A型电力动车组。该技术平台源自于加拿大的庞巴迪运输

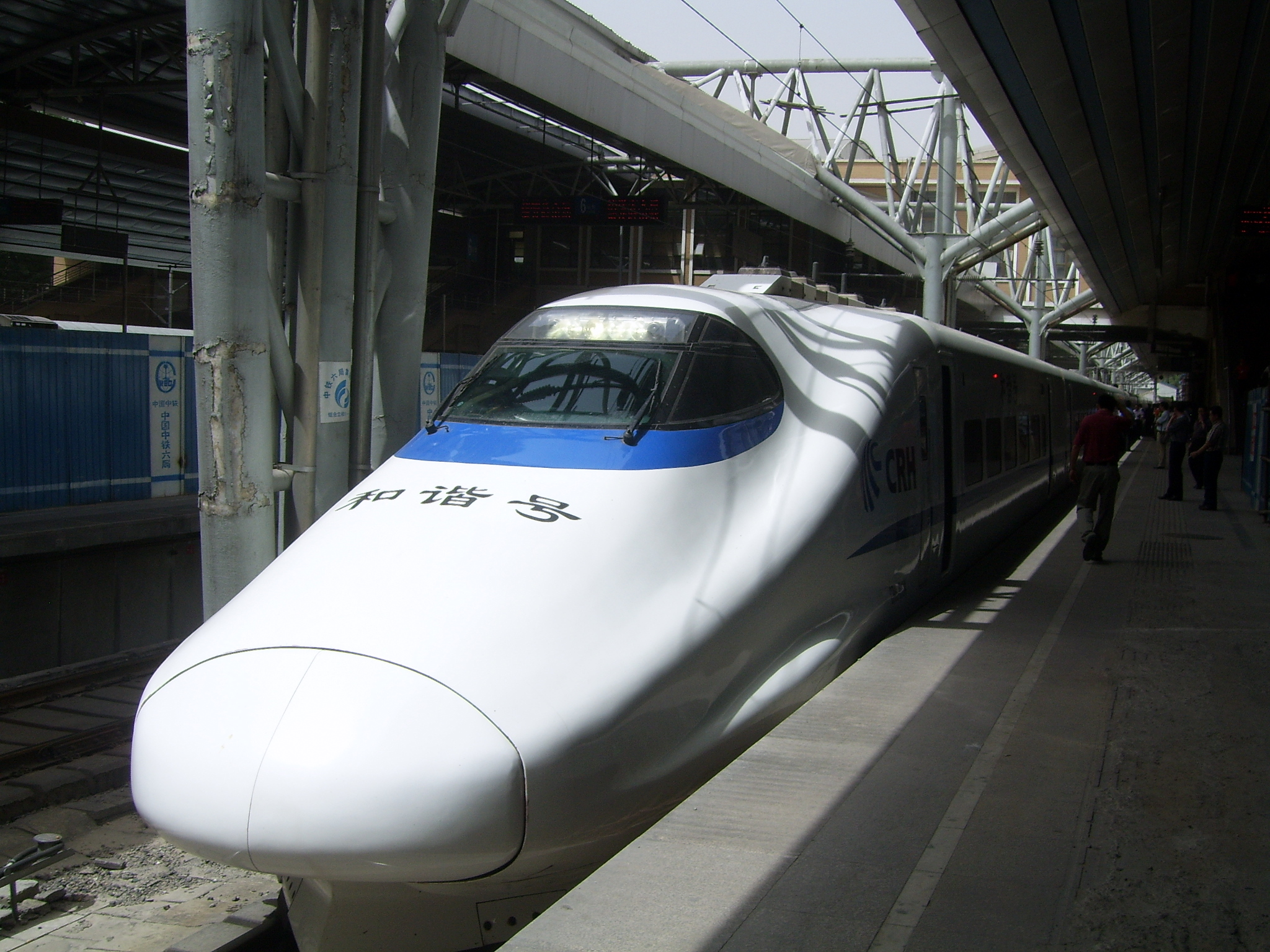
通过技术引进后生产的CRH2A型电力动车组。该技术平台源自于日本的新干线

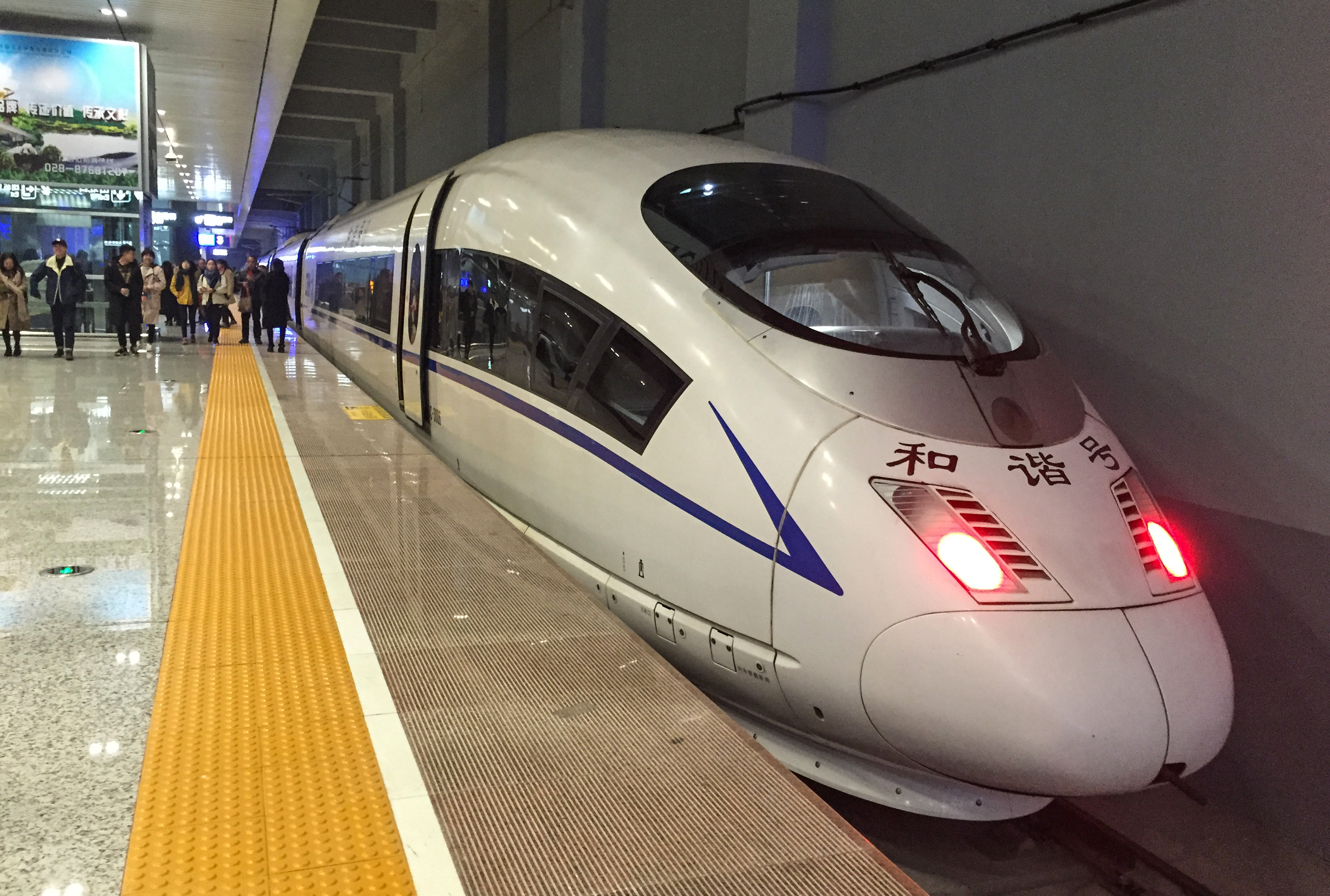
运用于成渝客专的CRH3C型电力动车组。该技术平台源自于德国的ICE

尽管“中华之星”等自主研发的电力动车组的最高时速创造了历史记录，但由于当时中国高铁的设计要求低于国外高速铁路标准，整体核心技术不成熟，距离商业运营还有很大距离，同时一些核心关键技术和设备可靠性、稳定性不足，列车的工艺水平比较差，在试验不到兩年後就放棄了商業化，因此当时自主研发的电力动车组很快隕落。于是，中国政府从2004年起，改從外國企業引進高速列車。
早在1998年11月，时任中共中央总书记兼国家主席江泽民访日期间，日方安排江泽民乘坐东北新干线。时任日本内阁总理大臣小渊惠三对江泽民说，中国的高速铁路项目，日本将“官民并举，倾力协作”。2000年4月，日本运输省官员曾表示中国建设京沪高铁项目时，日本不仅可以向中国出口车辆，而且要向中国转移新干线系统的技术。2003年4月，据《日本经济新闻》报道，中国高层曾向日本铁路业者表示“中国选定新干线的可能性为95%”。此消息发布后，引发中国极端民族主义者的反响，他们表示反对采用这一技术，并在网上发起签名活动。
2004年起，中国政府开始对铁路动车组进行公开招标。2004年6月17日，《人民铁道》和中国采购与招标网同时发布招标公告，铁道部拟采购时速200公里的动车组，共计10包200列。公告明确投标主体是国内企业，但它必须取得国外先进技术的支持。最初铁道部与拥有新干线700系及800系技术的日本车辆制造及日立製作所洽商，但日车及日立均表明拒绝向中国出售车辆及技术转移。其后中方改向川崎重工业洽商，当时川崎重工业销售业绩并未如预期理想，便出售3组E2系动车组及其车辆技术予中国。此举最初仍遭到JR东日本、日车及日立反对，后经一轮谈判，川崎重工业在其他日本公司不反对的情况下，向中国出售E2系车辆及技术。中国铁道部和有关部门做了大量的引导工作，保证了招标工作按计划推进。
2004年10月，川崎代表“日本企业联合体”与中国铁道部签订出口铁路车辆、转让技术的合同。中国方面向日本川崎重工订购为数60列时速200公里级别的动车组，总价值93亿元人民币。其中3列在日本完成，另有6列以散件形式付运，由中方负责组装，其余51列将通过技术转让，由青岛四方机车车辆厂建造，当时一些高技术部件仍然依赖进口。2005年8月，铁道部向四方机车、川崎重工、三菱电机、株洲所、株洲南车电机及石家庄国祥运输设备六方签订51列CRH2A型动车组机电产品技术转让合同。首列CRH2A于2006年3月1日从神户港装船，3月8日运抵青岛。其中，西门子公司向长春轨道客车招标，提出引进“维拉罗E”的技术，但西门子因为提出高昂的转让技术、车辆造价费用而无法在第一轮招标获得任何订单，令敵手阿爾斯通爆冷門中標。2005年，西门子参加第二轮竞标，有了之前的經驗，此次即變得非常謹慎。当时中方给出更严格的条件。最后西门子完全接受中方的技术转让方案和价格方案，和唐山轨道客车进行合作，生产出CRH3列车。而中国利用龐大的市場，通过招标和技术引进，开始在国内生产CRH1、CRH3和CRH5。这两次招标，使得中国高铁以開放市場換取技術，同时引进了四家的先进技术，为日后的国产化道路打下了基础。

### 技术转化

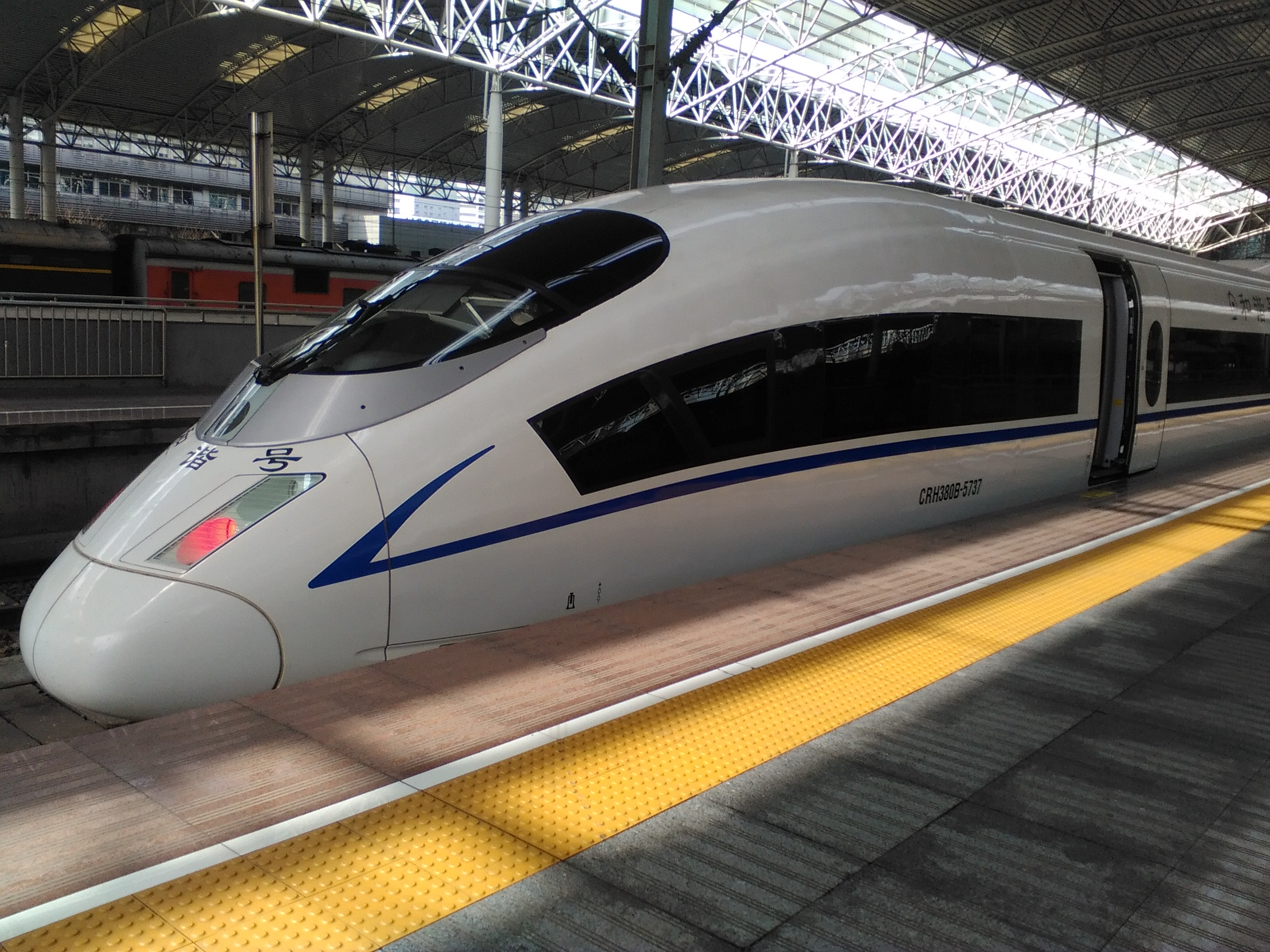
通过技术转化改进的CRH380B型电力动车组

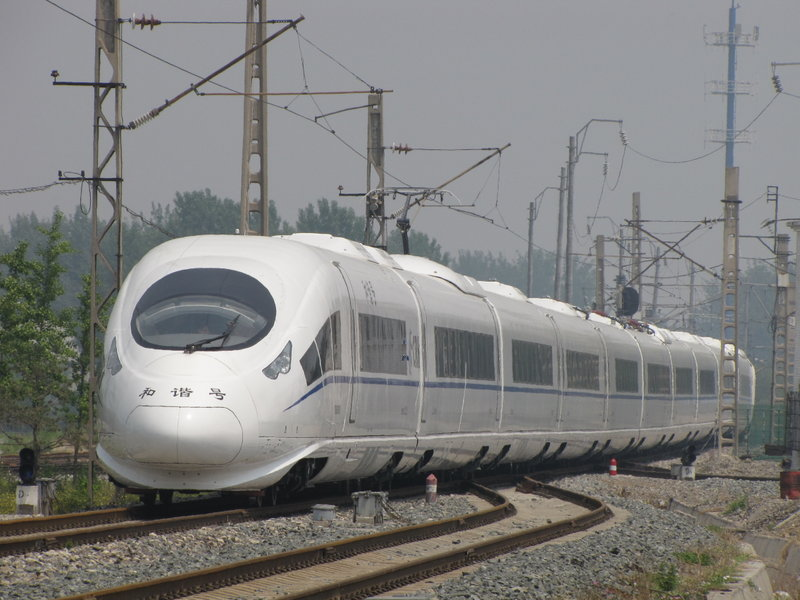
通过技术转化改进的CRH380CL型电力动车组

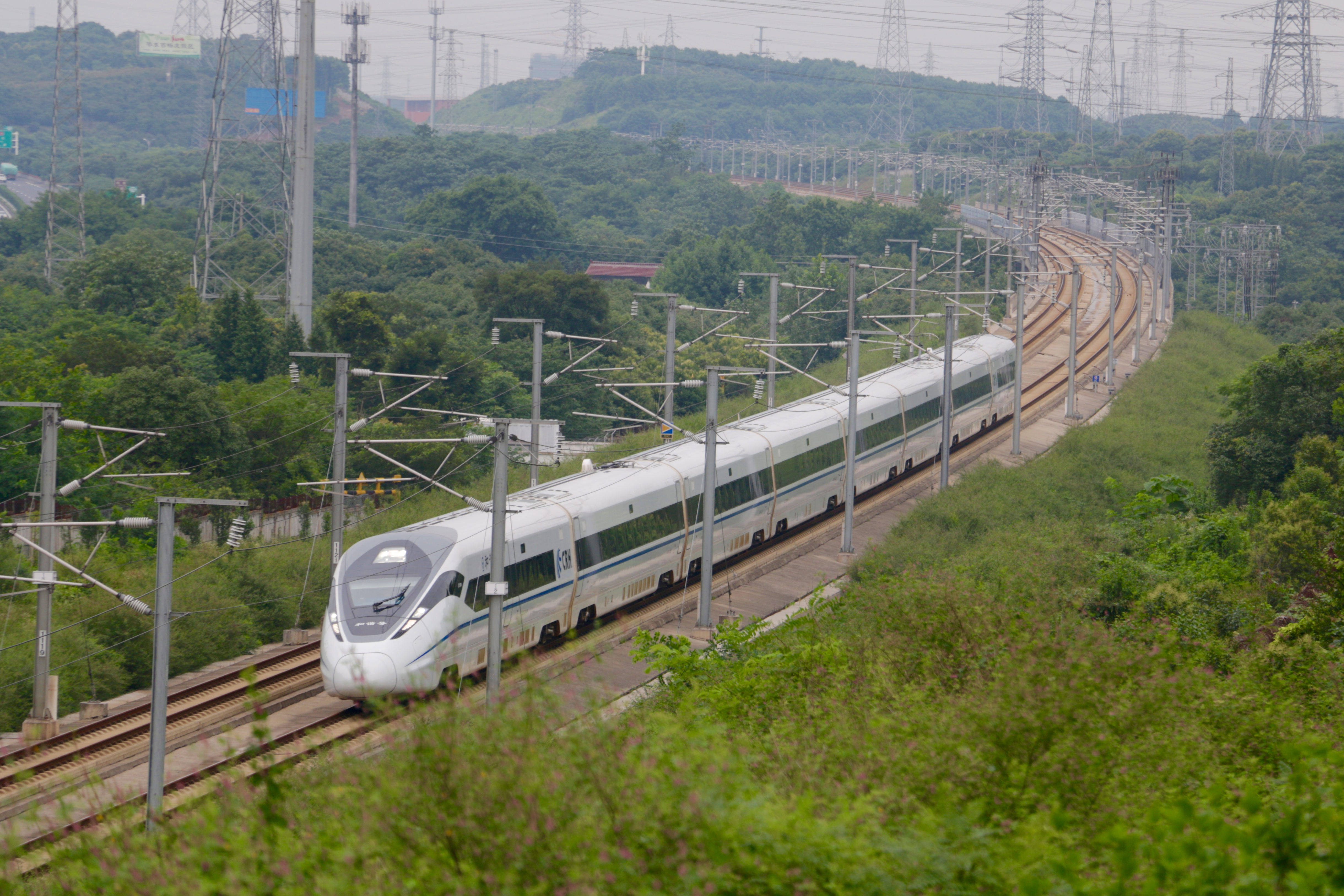
通过技术转化改进的CRH380D型电力动车组

中国铁路客车制造商在接纳引进的外国技术后，通过部件、设计的改进和技术转化，以实现制造下一代高速列车的目标。
2008年2月，科技部、铁道部共同签署《中国高速列车自主创新联合行动计划》，根据《计划》，中国将在在引进技术消化吸收和再创新已取得阶段性重大成果的基础上，进一步加大自主创新力度研制新一代时速350公里及以上高速列车，为京沪高速铁路提供强有力的装备保障。《计划》也指出中国将建立并完善具有自主知识产权、国际竞争力强的时速350公里及以上中国高速铁路技术体系。其中CRH380型高速动车组正是该联合行动计划最重要的项目，2009年正式立项启动了列入“十一五”国家科技支撑计划的中国高速列车关键技术及装备研制重大项目。在分析京津城际铁路等高速铁路积累的大量数据和经验的基础上，铁道部提出了新一代动车组的性能提升方向、技术方案，并对方案进行了大量的分析计算，形成了一整套的列车系统设计方案和各子系统优化设计方案。
2009年6月，铁道部向国内动车组制造企业招标采购共320列时速350公里的高速动车组。2010年10月26日起，经过技术转化后的CRH380A正式在沪杭客运专线投入服务。
2010年10月19日，铁道部宣布开始研究和开发超高速铁路技术，使列车最高速度提高到每小时500公里。
2012年开始，铁道部及接替机构中国铁路总公司集合中国有关企业、高等院校、科研单位等展开研制中国标准动车组工作。2014年9月，中国标准动车组方案设计完成；2015年6月30日，中国标准动车组正式下线，并于当天在中国铁道科学研究院环形试验基地正式展开试验工作。2016年7月起，两列中国标准动车组进行综合试验，在郑徐客运专线从时速200公里逐级提速至时速420公里。于7月15日，中国标准动车组成功实现了时速420公里两车交会及重联运行的目标。这是世界上首次实现拟运营高铁动车组列车时速420公里交会和重联运行。该列车于2016年8月15日首次载客运行。
2014年4月3日和10月22日，完全自主化的中国北车CRH5型动车组牵引电传动系统和网络控制系统分别通过了中国铁路总公司组织的行业专家评审和技术评审，获准批量装车。11月25日，装载“中国创造”牵引电传动系统和网络控制系统的中国北车CRH5A型动车组进入“5000公里正线试验”的最后阶段；随后，装载中国北车自主化牵引系统的CRH5A型动车组在哈尔滨铁路局开展正线试验。
中国于2007年开始引进动车组以后，仅花了数年的时间就将国外技术转化为自主研发技术，并达到了世界先进水平，是高铁发展方面的成功典型案例。
部分观点认为，中国高铁在技术转化的过程中存在侵权行为。对此，铁道部总工程师何华武表示，高铁部分已经向国家知识产权局申请了多项专利，因此中国高铁具有完全自主知识产权。其他观点指出在申請海外專利時需要公開所有技術，存在技術泄漏的風險，為此川崎重工選擇了對中國進行技術轉讓。川崎重工总裁称，如果中国高铁海外申请专利的内容与中国和川崎重工的契约相抵触，将对中国提起诉讼。对此，中国铁道部新闻发言人表示，中国高铁的自主知识产权已经完全掌握在中国手里。

### 首轮建设

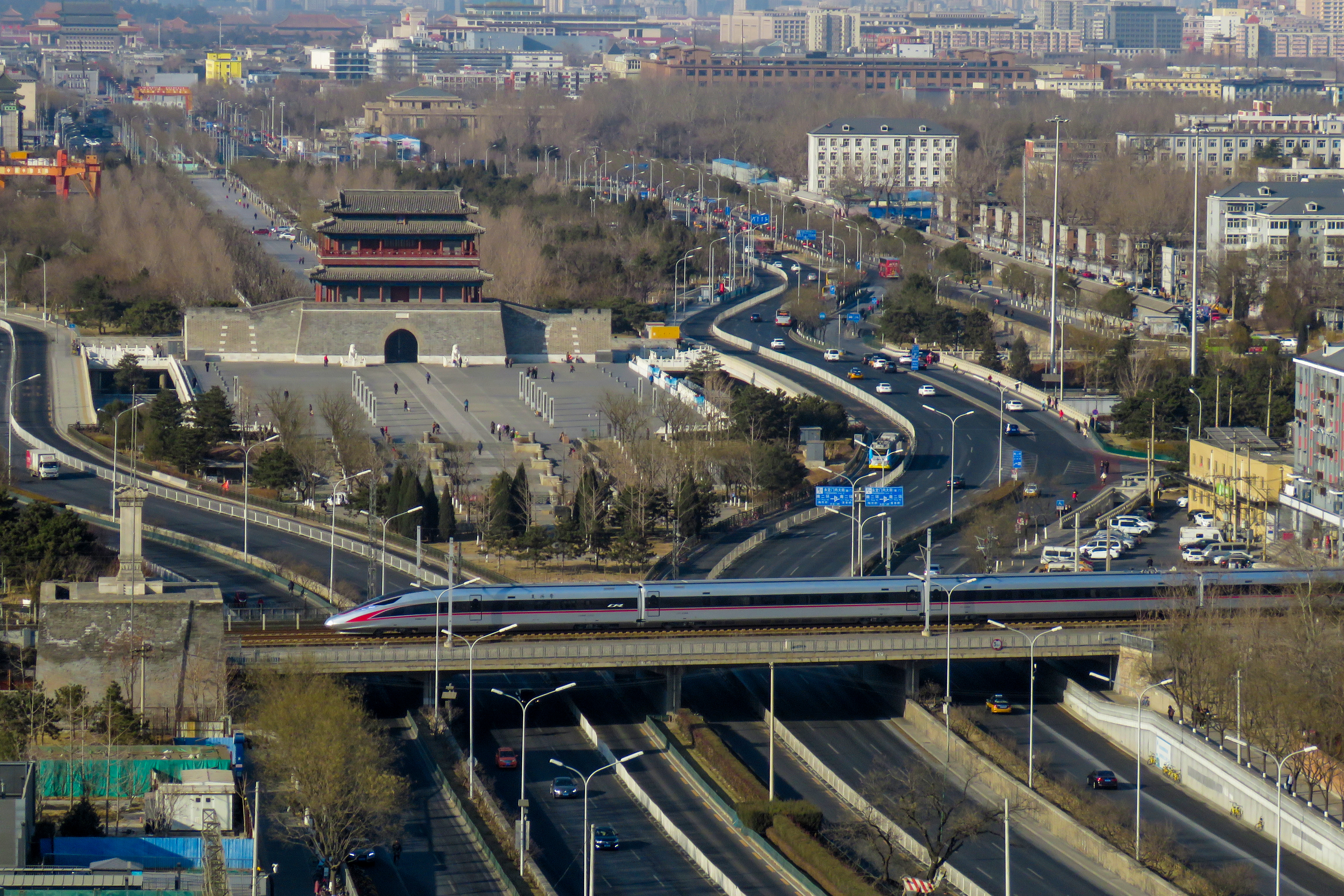
于2008年8月1日通车的京津城际铁路在復興號投入服務後成為中国第一条具有完全自主知识产权的高速铁路

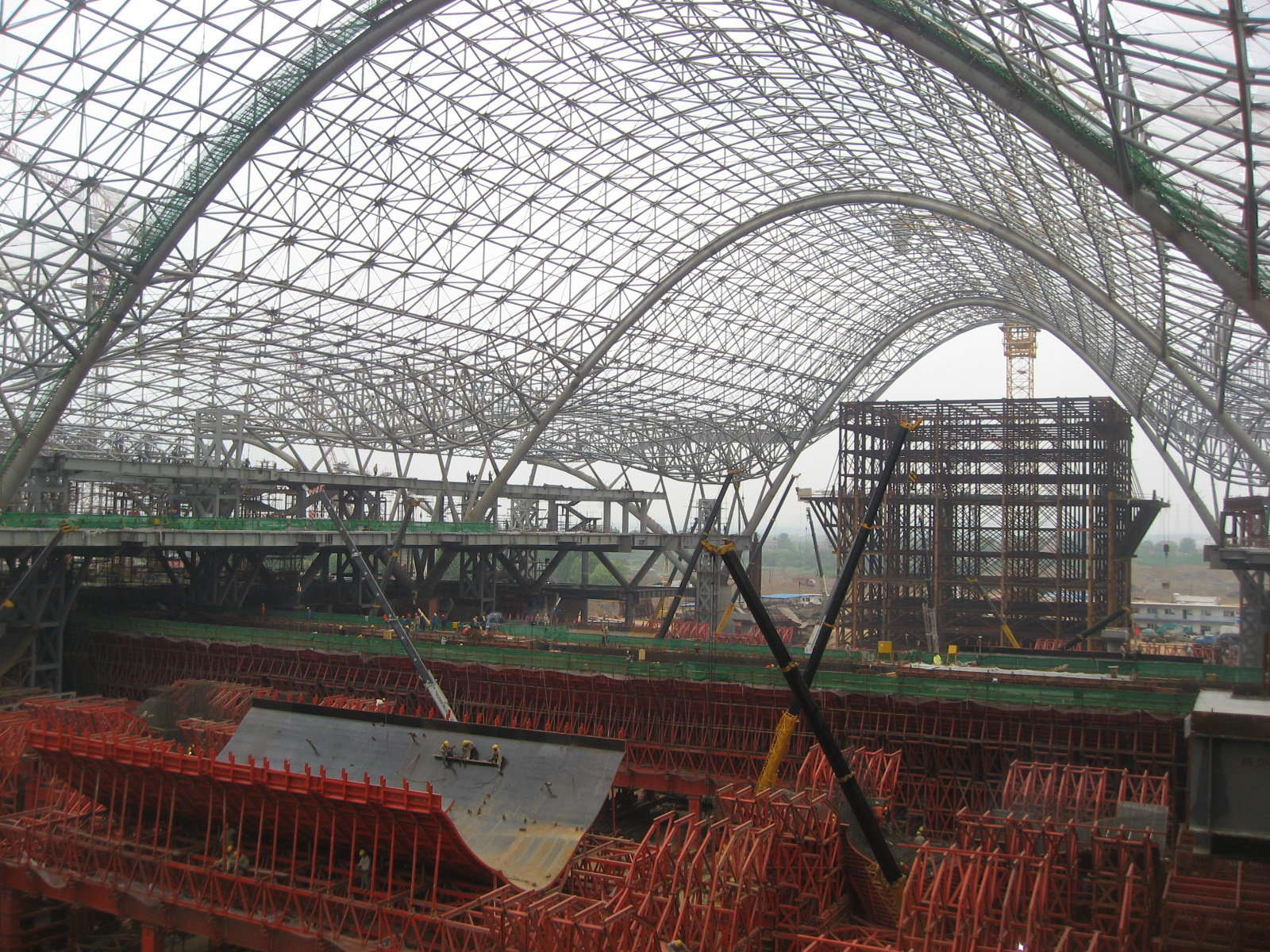
2009年，兴建中的武汉站

在2004年《中长期铁路网规划》颁布实施后的三年（也就是2007年），中国政府就着手对《中长期铁路网规划》调整方案进行研究。2008年11月27日，铁道部副部长陆东福宣布，《中长期铁路网规划（2008年调整）》于10月31日经国家批准正式颁布实施。新方案将客运专线规划目标由1.2万公里调整为1.6万公里，并将城际客运系统由环渤海城市群、长江三角洲城市群、珠江三角洲城市群扩展到长株潭城市群、成渝城市群、中原城市群、武汉城市圈、关中城市群、海峡西岸城市群等经济发达和人口稠密地区。该规划出台后，大批（准）高速铁路相继上马开工建设。同年8月1日，中国第一条具有完全自主知识产权的高速铁路京津城际铁路通车营运。
2009年12月26日，中国第一条具有当时世界一流水平的长距离干线高速铁路武广高铁（今京广高铁武汉站到广州南站段）开通运营。它的开通，将使武汉到广州的旅行时间由原来约10小时缩短为3小时，也使武汉城市群、长株潭城市群和珠三角城市群连为一体。2010年2月6日，世界上首条修建在大面积湿陷性黄土地区、运行时速为350公里的郑西高速铁路开通运营。2010年7月1日，連接上海與江苏南京的沪宁城际铁路开通。2010年10月26日，沪杭客运专线开通，同时开行经过技术转化后的动车组CRH380A列车。2011年6月30日，总长1318公里，連接中國首都北京與國際大都會上海的京沪高铁正式通车运营。它的建成将北京和上海之间的旅行时间缩短到了5小时以内，也实现了“千里京沪一日回”。
截至2011年1月，中国已建成高铁线路总里程达8,358公里，位居世界首位。同年1月4日，时任铁道部部长刘志军表示，2011年全国铁路安排基本建设投资7000亿元，高速铁路运营总里程年内将突破1.3万公里。当年安排新开工项目70个，其中高铁和城际铁路项目15个。

### 贪腐丑闻

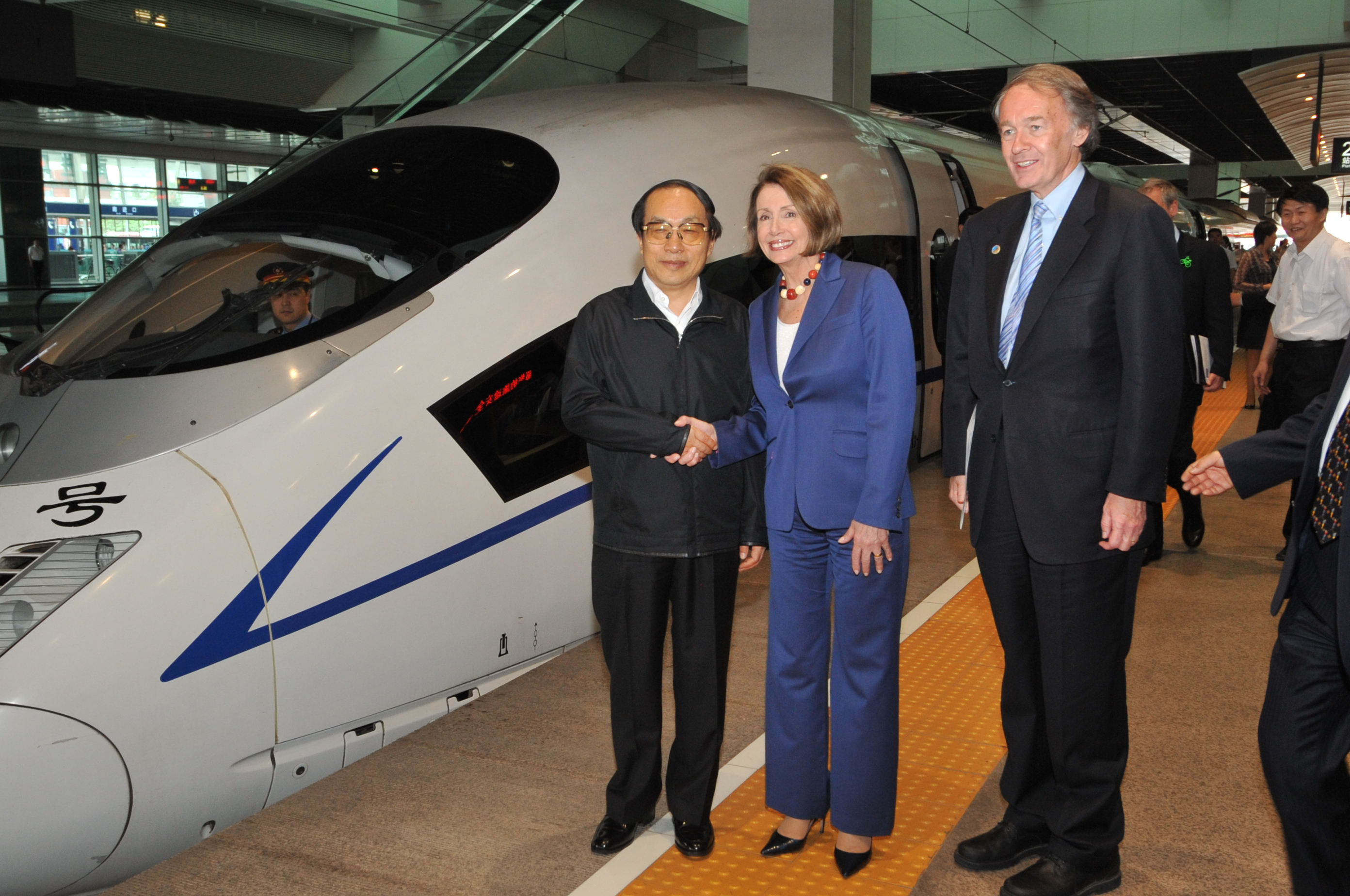
2009年刘志军在京津城铁北京南站会见美国众议院议长蘭希·佩洛西和美国众议院议员艾德·马基。刘志军于2011年因贪腐问题落马。

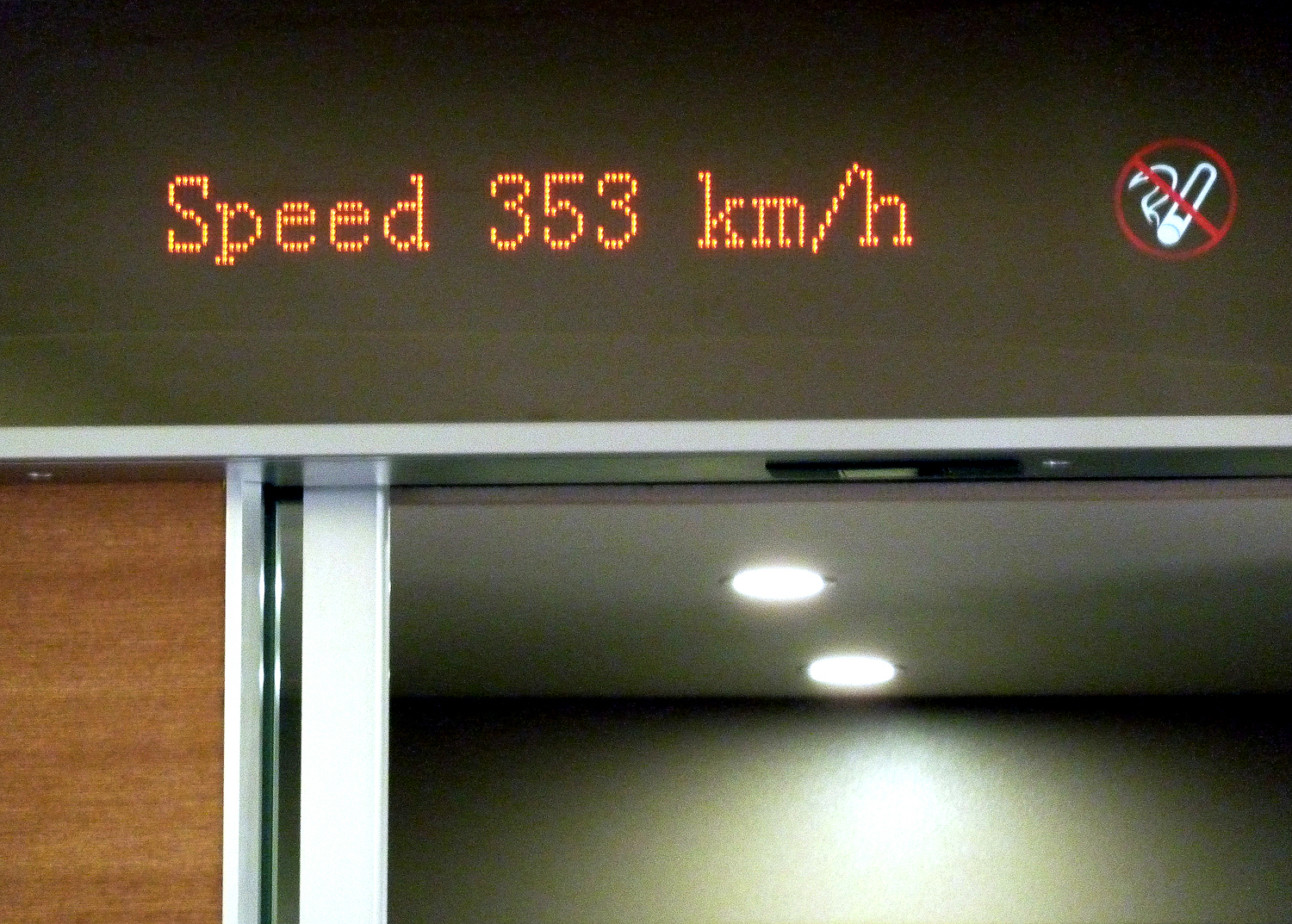
刘志军时代的高铁运行速度达350km/h，在盛光祖时代已全面降速300km/h，在2016年以后仅京沪、京津与京广三线恢复至350km/h。

2011年2月，时任铁道部长刘志军因涉嫌严重违纪和贪腐问题被免职。由于刘志军任内期间，大幅度建设高铁线路，使得中国成为世界上高速铁路运营里程最长、在建规模最大的国家，刘志军因此被誉为“中国高铁之父”。 据英国《经济学人》杂志估计，刘志军收受与铁路建设项目有关的贿赂达10亿元人民币。后来调查人员发现，在2010年京沪高铁修建时所使用的投资款中，有1.87亿元被挪用。而另一名铁道部高级官员张曙光也因腐败问题被停职，之后被法院认定其受贿金额达到4755万元人民币。
在上述二人被停职后，中国媒体开始对高铁安全、高昂票价、财务可持续性和环境影响进行批判。
2011年4月，新任铁道部部长盛光祖表示，由于高铁建设所暴露出来的贪腐问题，一些高铁建设项目的安全可能受到影响，完工日期可能需要推迟。鉴于2011年时高铁在中国是新生事物，安全经验匮乏，因此盛光祖也宣布，从2011年7月1日开始，所有设计最高速度为每小时350公里的高速铁路全面降速运行，以每小时300公里最高速度运行。此举是为了应对因高票价、低旅客发送量和高能耗使用所带来安全性的担忧。2011年6月13日，铁道部在新闻发布会上表示，减速并不是因为安全问题，而是为250公里/小时的列车提供更实惠的车票，并提高旅客发送量。 由于高速列车运行期间耗电量大，因此对昂贵的机械也会造成更多的磨损。铁路官员也宣布，大部分设计最高速度为每小时350公里的线路，最高时速降为每小时300公里。而京津城铁和其他设计最高速度为每小时350公里的城际铁路，仍然按原标准运行。而经过技术转化后生产的CRH380A列车，虽然最高运行速度可达到每小时380公里，但在实际运行时则限制在每小时300公里。2011年5月，环境保护部发布消息，因环评无法通过，两条新建高速铁路津秦客运专线、胶济客运专线被停止建设运行。同年6月，铁道部表示，高速铁路建设没有放缓。在政治和舆论压力下，国家审计署已经于2010年开始，对京沪高铁的建设质量和审计进行了广泛的调查。截至2011年3月，京沪高铁在审计方面没有发现重大质量问题。另外，从2011年7月20日起，济南至北京、天津的高铁列车班次数量，由于旅客发送量低而减少，这也再次引起了普通民众对高铁的需求和利润的担忧。
盛光祖接任铁道部部长后，因主张高铁降速而备受争议，其也因此被网友称为“盛高阻”或是直接称之为“高阻”（取高铁阻碍者之意，这一谑称早在7•23事故之前即已出现）。

### 建设停滞
2011年上半年，铁道部总收入为42.9亿元人民币，总负债为2.09万亿元人民币。在2008年、2009年和2010年，铁道部资产负债率分别为46.81％，53.06％和57.44％，到2011年中期达到58.58％。截至2011年10月12日，铁道部已经发行了1600亿人民币的债券，接近当年累计投资额的一半。与此同时，由于原铁道部长刘志军违纪免职以及2011年7月23日的甬温线追尾事故等原因，中国高铁建设陷入大规模停滞。据中华铁道网在2011年8月对23个铁路建设公司进行的调查显示，2011年，铁路工程建设仅有三成正常施工，处于停工、半停工和进展缓慢的占到70%。受影响的线路包括厦深、南广、贵广、石武、津保和沪昆等线路。10月，共有10,000公里的高铁建设工程因故停止。另外也有一些线路由于资金不足而延缓开工日期，包括津保、哈佳、郑徐、海南西环等。
为了缓解铁路建设面临的信贷短缺，财政部宣布减免对铁路建设融资债券所产生的利息，国务院也下令国有银行重新向铁路项目贷款。2011年9月，铁道部宣布获得超过2000亿元融资，为津保、兰渝、厦深等线路的复工提供支持。
另外，在2012年9月，重庆市发改委在回复市民来信时表示，渝西高铁计划被搁浅，以兰渝鐵路和西成高铁取代。

### 重新探索

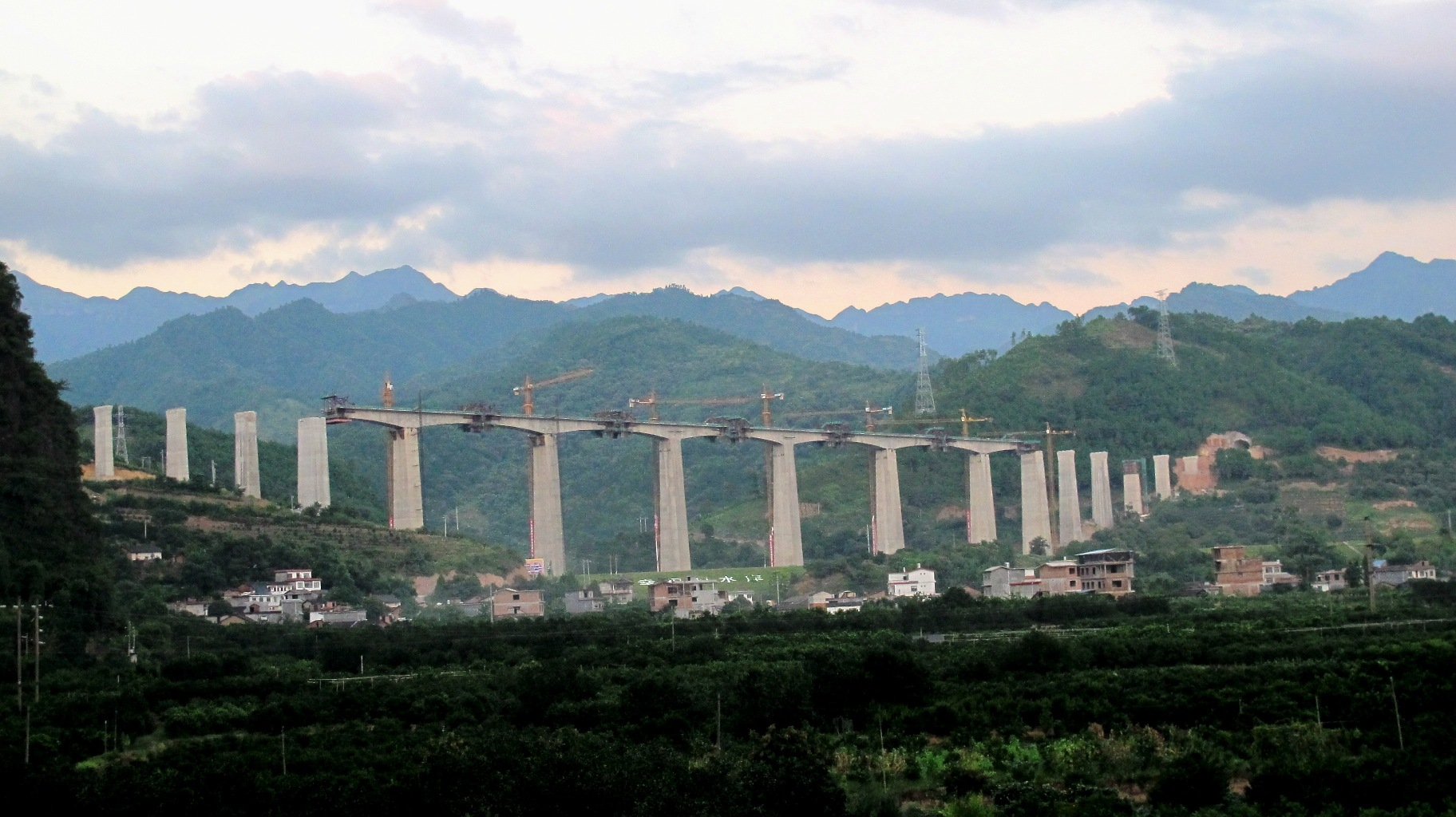
2013年8月兴建中的贵广客运专线。该线是中国第一条穿越喀斯特地貌的高铁，桥梁和隧道占路线的83%。该线开通后，贵阳至广州的时间从原来的20小时缩短至4小时。

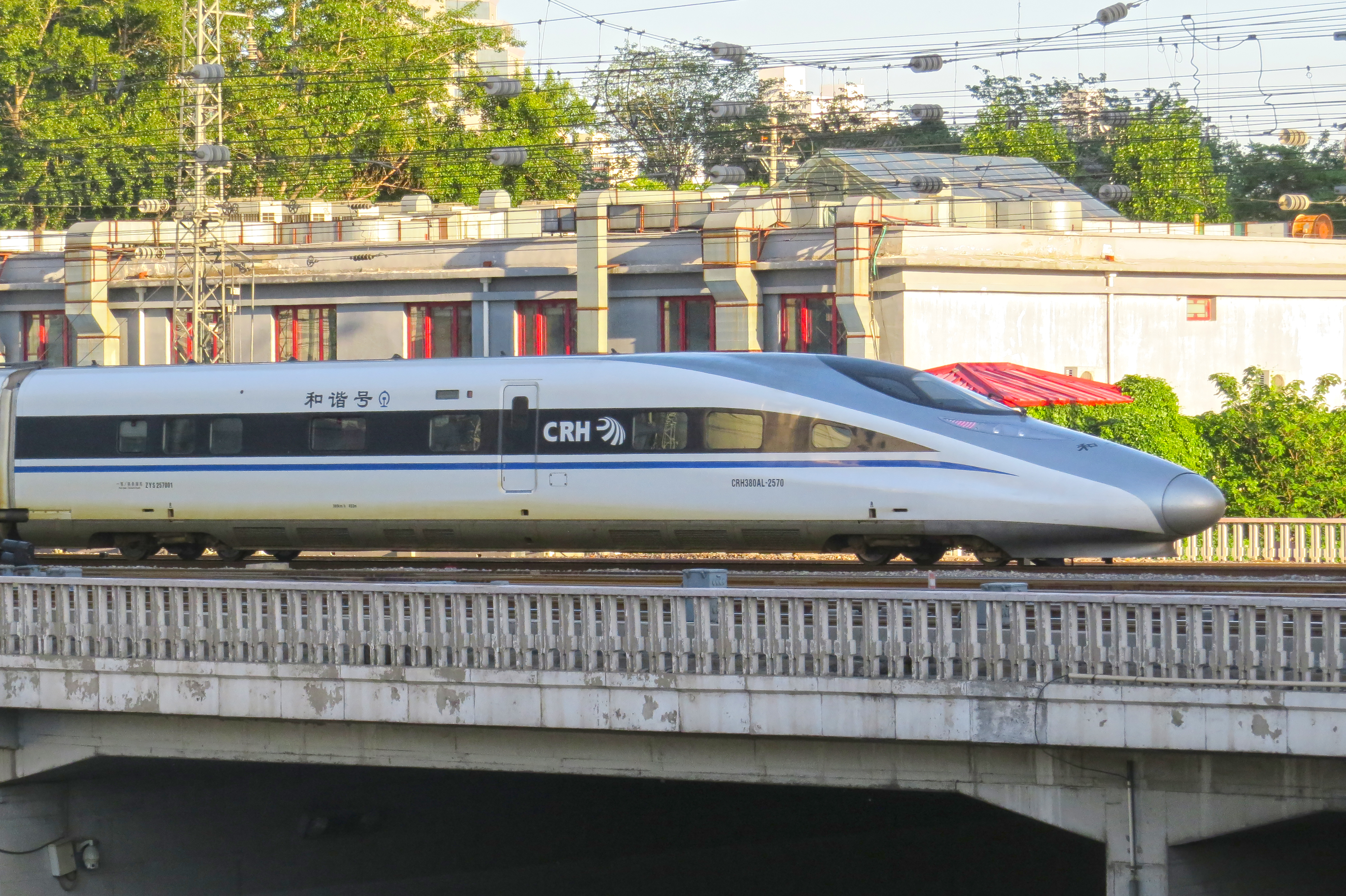
在京广高铁运行的CRH380AL

2012年初，为了振兴当时中国的经济放缓，中国政府决定重新投资高速铁路。当时，国务院总理温家宝访问了轨道装备制造企业，也对行业表示了信任。一年内，铁道部的预算从6430亿美元，增加到9650亿美元。
2012年12月1日，世界上第一条地处高寒地区的高铁线路哈大高铁，正式通车运营。同年12月26日，总长2298公里，跨越多种地形、气候带和地质条件的高速铁路京广高铁全线通车。截至2012年底，中国大陆高铁总里程达9,300公里，客运量已超过甬温线事故前的水平。在财政方面，京津城铁、京沪高铁和沪杭城铁均报告其进入亏损状态，而沪宁高铁则实现盈利，获得了3.8亿元的经营利润。但是，中国高铁整体仍然处于亏损状态。
2013年，随着杭福深客运专线（全线）、西宝客运专线、渝利铁路以及武汉、广西城际铁路等线路的开通，中国大陆高铁新增运营里程1107公里，总里程达到10463公里，“四纵”干线基本成型。

### 二轮建设

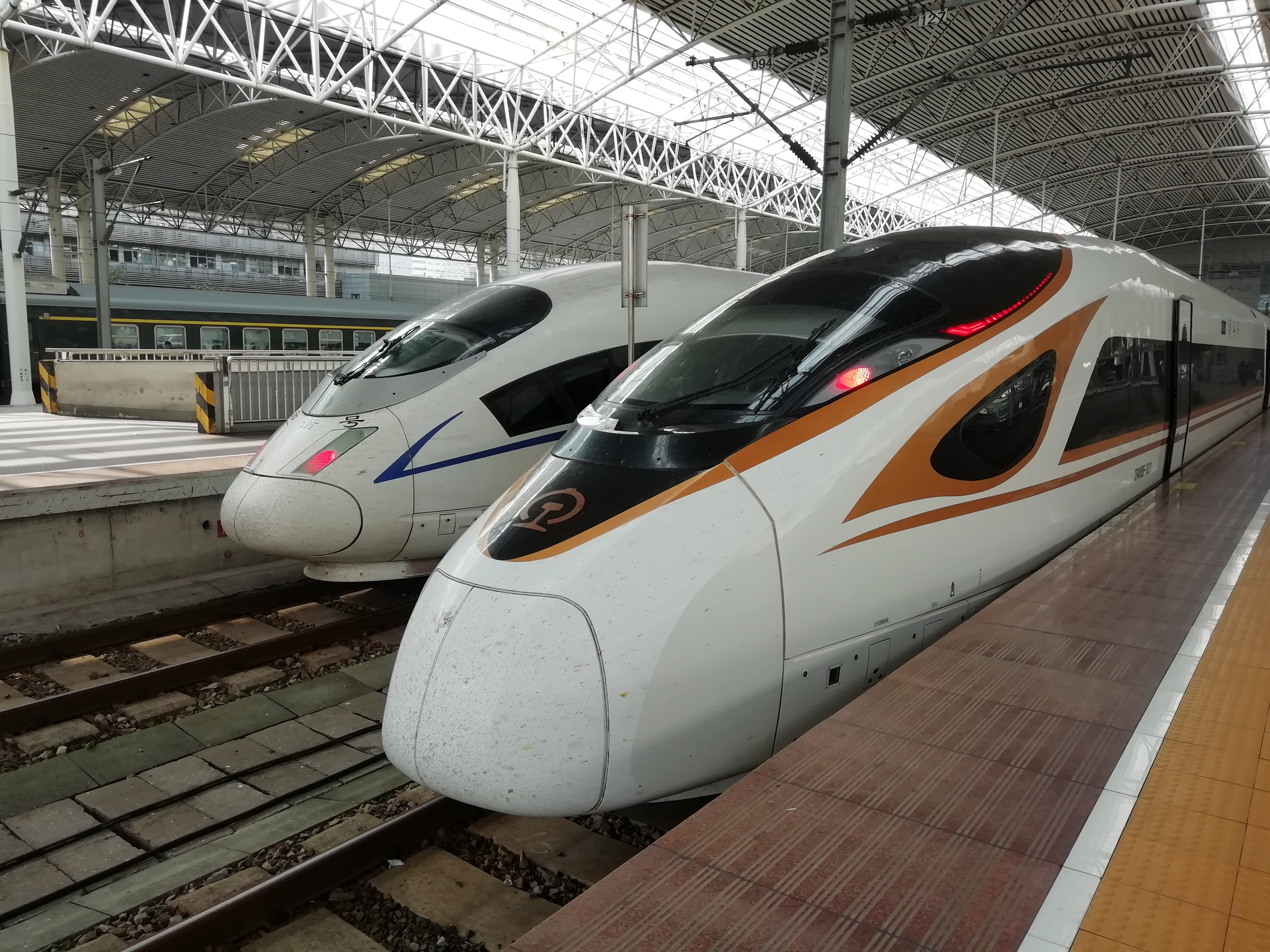
自主開發的复兴号CR400BF型电力动车组与合資生產的和谐号CRH380B型电力动车组停靠在上海站

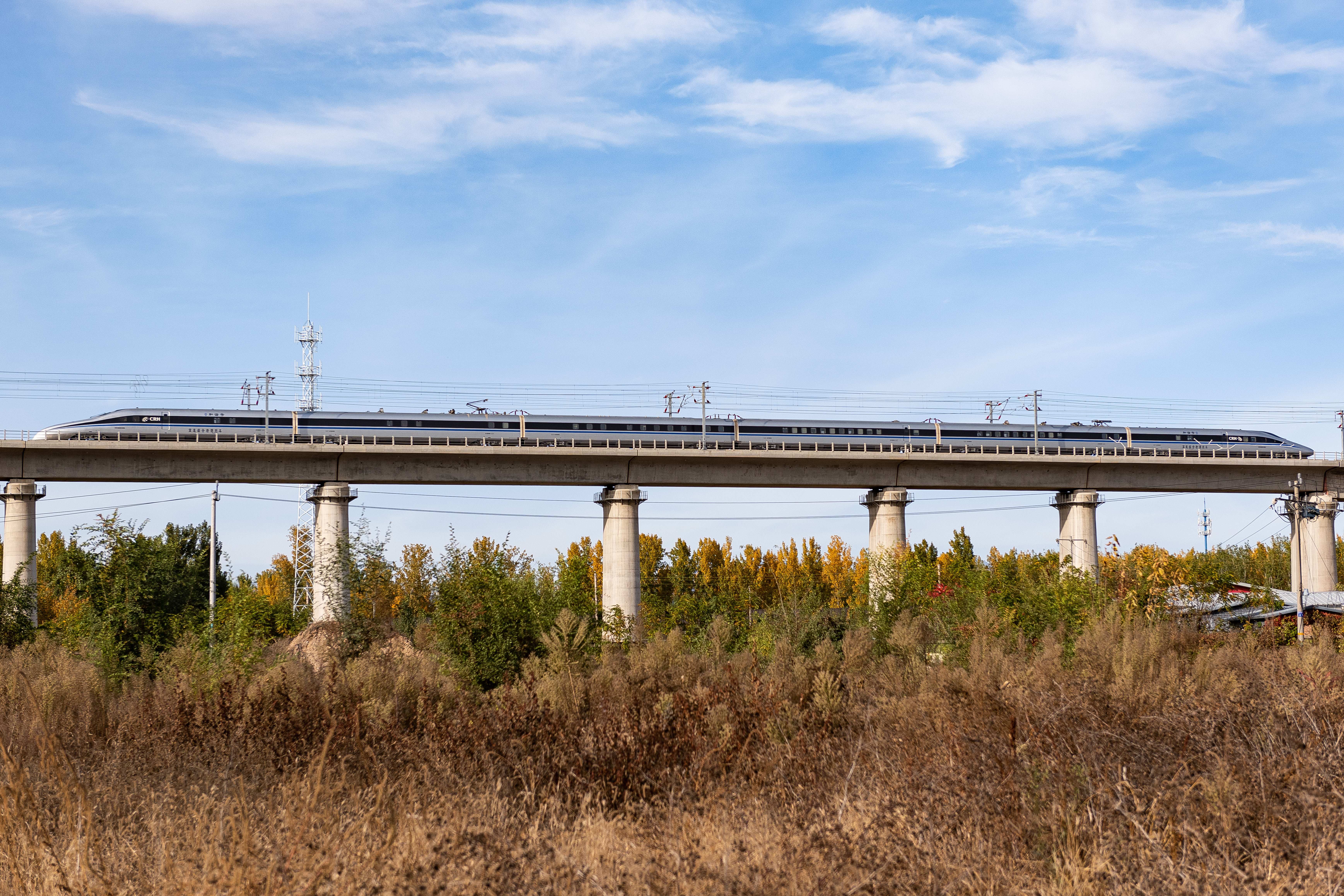
CRH380AM型高速综合检测列车（原更高速度试验列车CIT500）行驶在京哈高速线京承段，该线已于2021年1月22日开通，从而打通京哈～京港澳通道主线

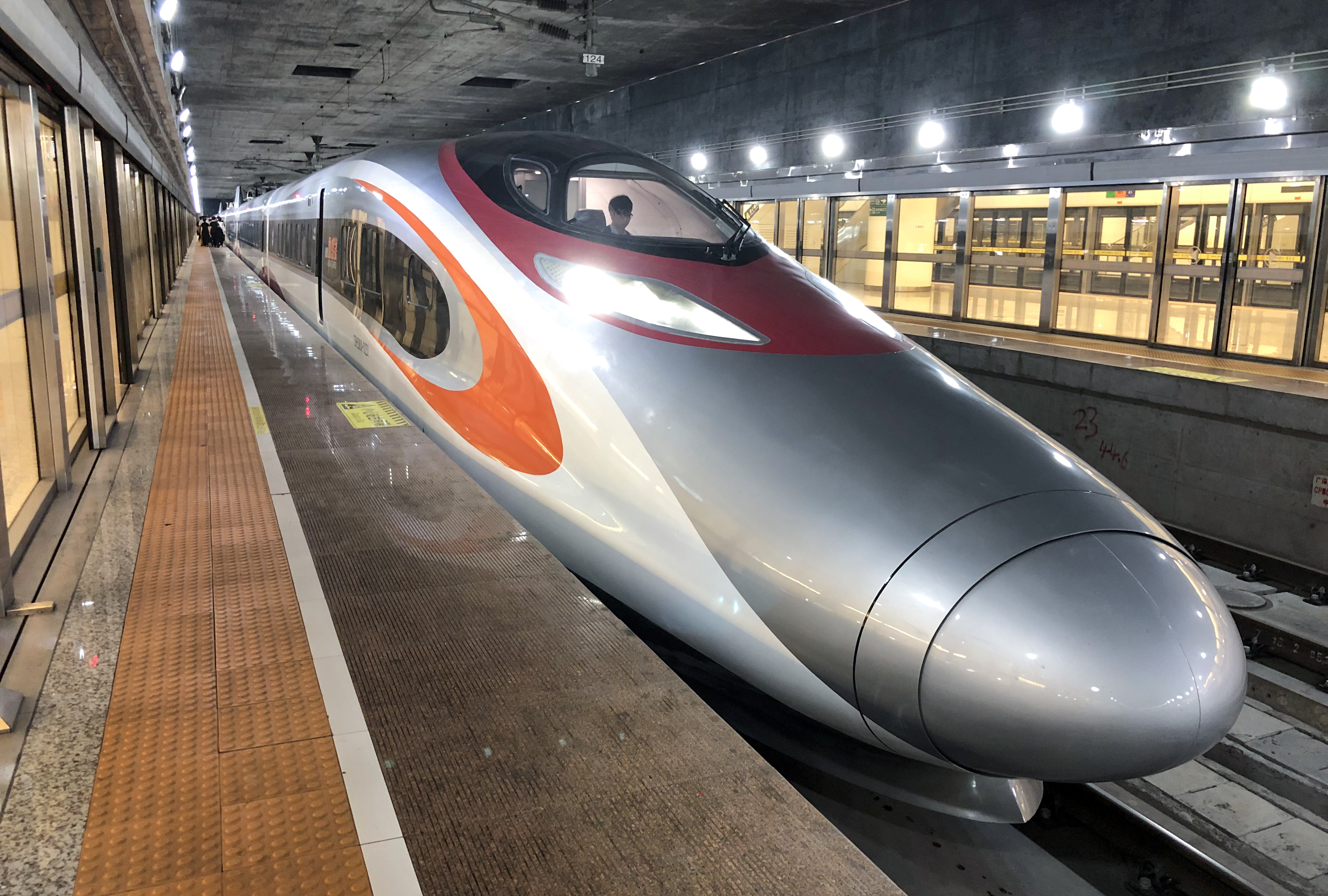
港铁动感号担当的廣深港高速鐵路停靠福田站

2014年12月26日，中国第一条跨越高寒高原风沙戈壁地区的准高速铁路兰新铁路第二双线通车。同年开通的线路还包括大西客运专线（太西段）、杭长客运专线、贵广客运专线、南广铁路、成绵乐客运专线、青荣城际铁路和中原城市群城际轨道交通等，总长度突破1.6万公里。截至2014年，中国大陆动车组列车开行范围扩展至28个省区市，高铁网络覆盖160多个地级以上城市，占全国地级以上城市的55%以上。当年动车组列车开行数量，从6月的1277对，增至12月的1556.5对。
为了应对经济放缓，中国政府又批准新建一些高铁线路，包括商杭客运专线、郑万高速铁路、连镇铁路、临曲客运专线、哈牡客运专线、银西铁路、大张客运专线和浙江、江西的城际铁路线。此外，中国也有出口高铁技术的计划。
2015年，国务院总理李克强调研中国铁路总公司，谈到中国高铁的发展，他说每次出访推销高铁心里特别有底气。
2015财年，京津城铁、沪宁城铁、京沪高铁、沪杭高铁、宁杭高铁、广深港高铁运营首次实现盈利，其中，京沪高铁在2015财年实现约66亿元人民币的最终利润。
2015年12月30日，海南环岛铁路全线通车运营，标志着世界首条环岛准高速铁路全线贯通。此时，中国大陆高铁總里程突破1.9万公里。
截至2016年5月15日，中国共开行动车组列车2100多对，占全部开行旅客列车（3400对）的五成以上。至今，动车组列车已经成为中国铁路客运的“主力军”。
2016年9月10日，随着郑徐客运专线的开通，中国大陸高铁總里程突破2万公里。
2016年12月28日，一批新的高速铁路开通，包括贵阳到昆明段通车，沪昆高速铁路上海至昆明南站間全線贯通，以及南昆高速铁路百色至昆明段通车，南宁到昆明南站全線贯通，从此，昆明與其他城市間有了方便的陆地高速交通连结，云南省结束没有高速铁路的历史。
2017年9月21日起，京沪高速铁路恢复以最高時速350公里运营，往返北京與上海的最快車次只需要4小時30分鐘。
2017年12月6日，西成客运专线全线通车；2018年1月25日，渝贵铁路开通，自此四川盆地北上南下的快速出川铁路通道被打通，川渝两省市与全国各地的陆路交通得到极大改善。西成客专促进成都和西安以及北方地区之间交流，渝贵铁路则不仅增加了成都、重庆和贵阳之间的紧密联系，同时也极大缓解了春运时期往返珠三角和川渝方向高密度的探亲和务工客流压力，春运自珠三角往川渝方向返乡旅客的乘车环境也由拥挤不堪、旅途漫长的普速客车变为舒适快捷的动车组，四川盆地内各城市至珠三角地区的旅行时间普遍由2天缩短为10小时以内。
根据2016年7月经国务院批复的《中长期铁路网规划》，提出“八纵八横”高速铁路主通道”，同时規劃佈局高速鐵路區域連接線，并發展城際客運鐵路。截止2021年底，中国大陸高速鐵路總里程超4萬公里，覆蓋80%以上的大城市；到2025年将达5萬公里；到2030年基本實現內外互聯互通、區際多路暢通、省會高鐵連通、地市快速通達和縣域基本覆蓋。
2018年9月23日，通往香港的廣深港高速鐵路全線通車，採一地兩檢方式，往返香港的乘客，統一於香港西九龍站辦理香港出入境手續。

### 高铁里程
| 统计年份 | 运营里程（公里） |
| -------- | ---------------- |
| 2010     | 8358             |
| 2015     | 1.98 万          |
| 2020     | 3.79 万          |

## 建设规划

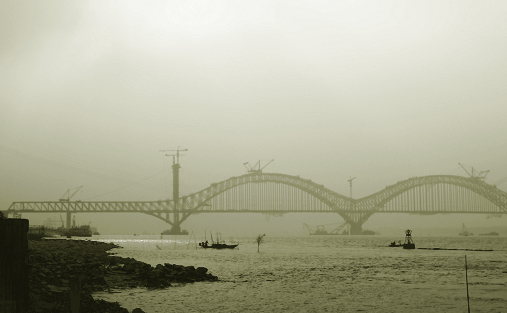
南京大胜关长江大桥（摄于2009年施工期间）

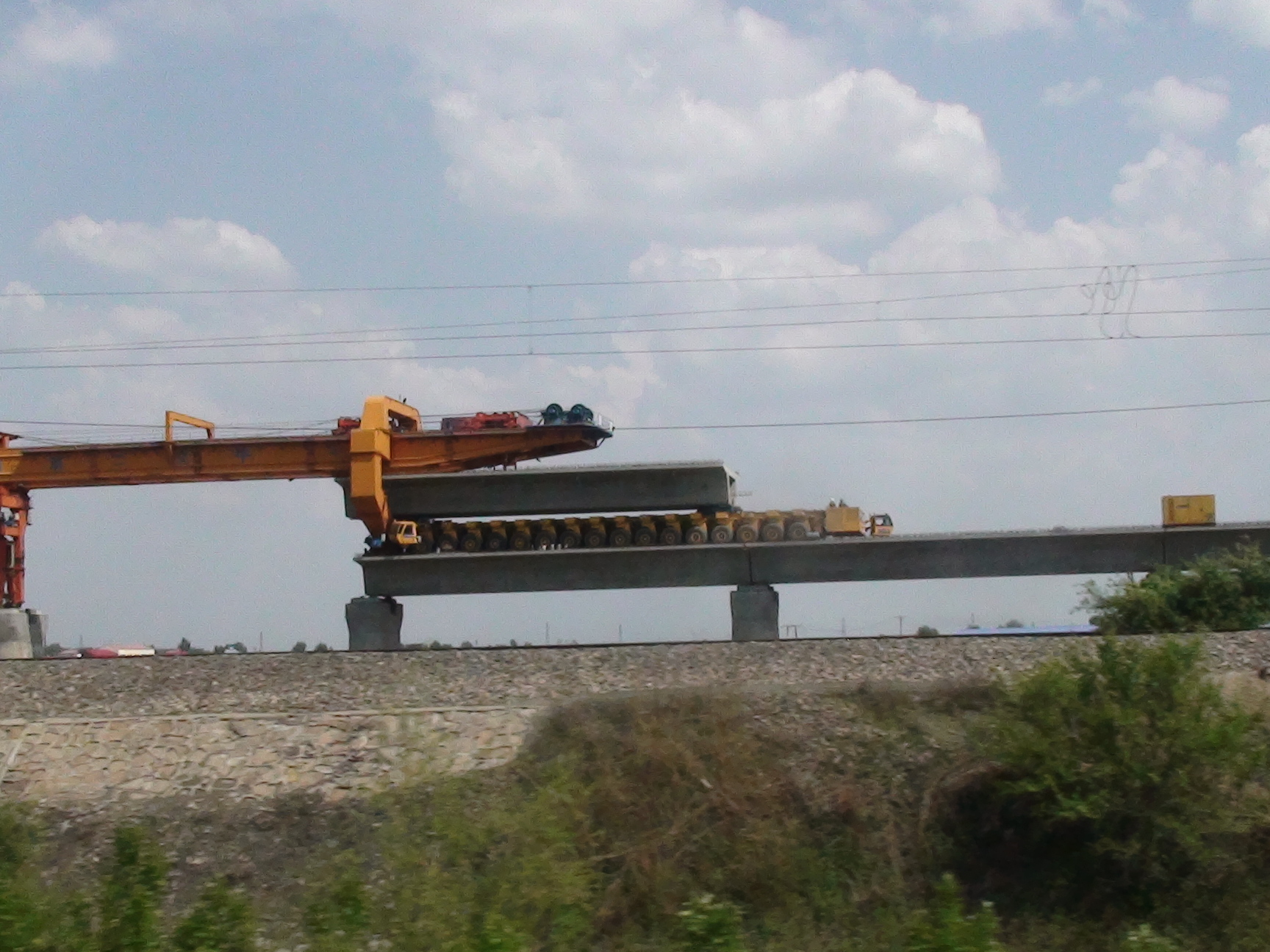
建设中的哈大客运专线 (2010年6月)

中国的高速铁路网络建设，均由政府和国有企业管理、规划和资助。

### 建设意义
中国早期和境外的批评者一直质疑在大部分地區處於发展中，国家建设高昂的高速铁路系统的必要性，而大多数务工人员则无力承担高铁的车票费用。然而，中国政府已经表明，虽然高铁建设造价昂贵，但这些建设项目也会推动一些政策目标。由于中国幅员辽阔，人口众多和流动频繁，因此对作为大众化交通工具的高速铁路需求巨大，也为旅客提供快速，可靠和舒适的出行方式。
虽然中国高铁的运营时间比发达国家要短，但“高铁经济效应”已明显显现，对沿线产业带和城市现代服务业的培育，以及沿线地区人口流动速度提升和人口聚集，均具有重要促进作用。在高铁规模快速扩张的时期，高铁的空间效应将进一步显现，也成为推动国家经济社会发展的强大引擎。具体体现在以下方面：
- 通过提升铁路的运输能力，与就业市场实现无缝对接，以提高经济生产力和长期竞争力[163][165]。另外，高铁开通后，一些既有线释放了运能，缓解了货运能力长期紧张的局面，全社会人流、物流周转明显加快，成本有效降低，这对于铁路更有利可图[164][166]。
- 在经济衰退时期，由于高铁建设创造就业机会，也推动了对建筑、钢铁和水泥行业的需求，短期刺激经济。其中，京沪高铁共聘用了11万工人施工[165][167][168]。
- 促进跨城市经济一体化及二线城市的增长。高铁的引入，使得二线城市的市场潜力增加59％，楼价也比预期平均实际增长4.5％[169]。高铁的开通也产生“同城效应”，实现区域资源共享，加快产业梯度转移，有效推动区域内产业优化分工，围绕构建高铁沿线产业链条，形成比较优势，促进沿线地区的产业协调互补发展。例如随着长三角地区高速铁路的不断开通，带动了长三角地区协同分工、错位发展、有序的产业体系逐步完善，有效支撑并在很大程度上引导了各城市不同的产业体系等的发展。此外，高铁也使中国人的生活半径和活动范围出现明显扩大和拓宽的现象，生活方式和节奏逐渐发生变化，催生出“星期天工程师”“假日专家”等新职业，形成了“高铁社会”。同时使老年人异地养老变成现实，如廊坊、昆山、德州等地的养老院开始吸引北京、上海的老年人，以更低的成本享受更舒适的养老生活[7][79][164]。
- 支持环境可持续发展。电力动车组能源使用量比其他交通工具要少，并且可以从更多种能源（包括可再生能源）获取电力。而汽车和飞机没有这些特点，因为这些能源更依赖于进口石油[166]。
- 发展高铁设备产业。高铁的建设，也将中国发展成为高速铁路建设技术的主要来源国[167]。中国的轨道装备制造商引进进口技术后，直接进入本地化生产过程，之后进行了技术转化，甚至开始准备出口海外，与外国供应商竞争。 在中车四方取得川崎重工业新干线E2型授权生产权的六年后，中车四方可以自行生产CRH2A列车，而川崎重工业也在高铁上结束与中车四方的合作[170]。如今，中国拥有世界上系统技术最全的高速铁路技术，可以承担从通信信号、工务工程、牵引供电、机车客车制造乃至运营管理等领域的“一揽子”出口[171]。
- 拉动产业的发展。高铁的建成，带动了冶金、机械、建筑、橡胶、电力、信息、计算机、精密仪器等第二产业的快速发展，也拉动了沿线城市旅游、餐饮、商贸等第三产业的发展。例如京津城际铁路开通后，使两个直辖市及周边地区的经济交流日益增多；京沪高铁开通运营后，沿线城市成为承接长三角和环渤海两大经济区产业转移的新平台[164]。
- 带动新型城镇化发展。随着一些高铁线路客流量的增长，充分说明了高速铁路对人口流动具有显著的诱增效应，使原先鲜为人知或知名度高但交通不便的中小城镇成为吸纳人口的热点[79]。

### 建设成本、投资融资

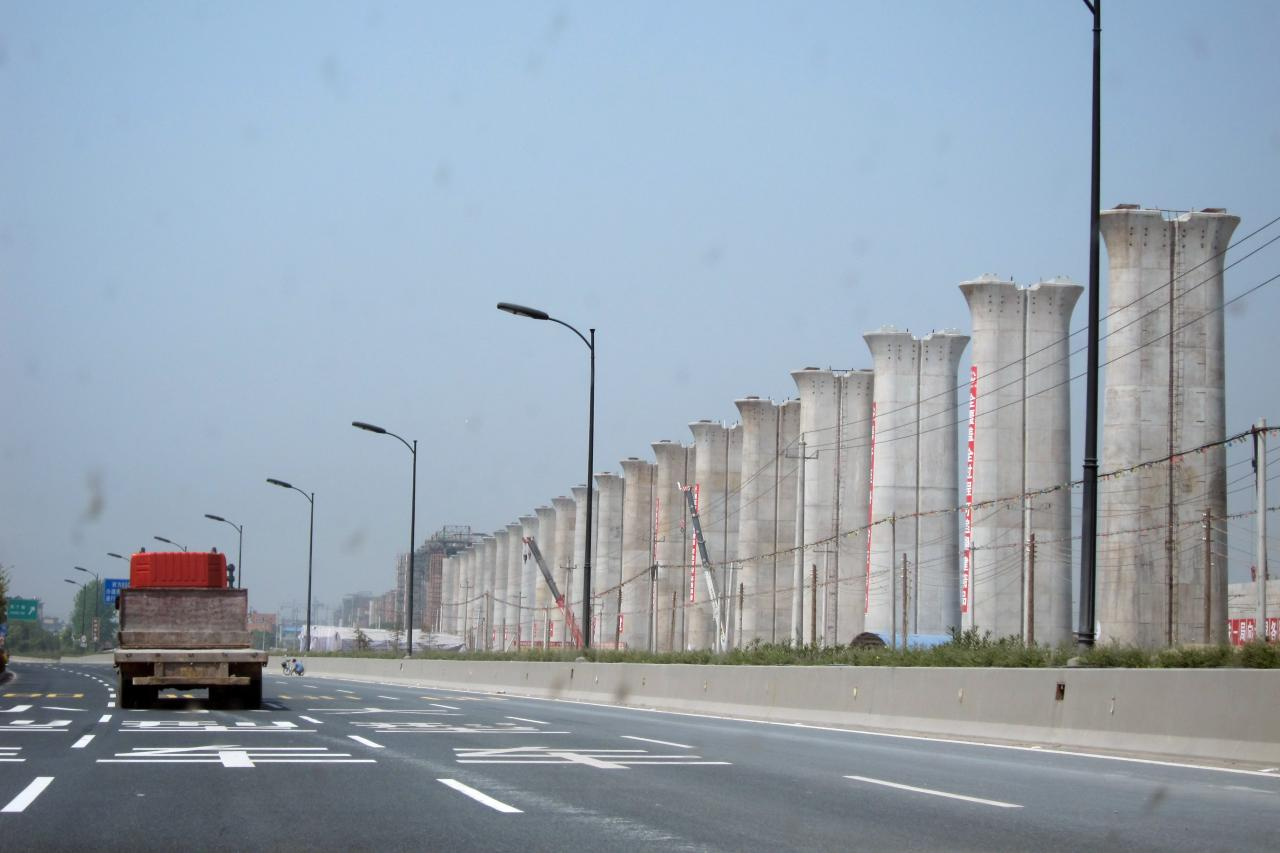
2010年施工中的沪杭高速铁路

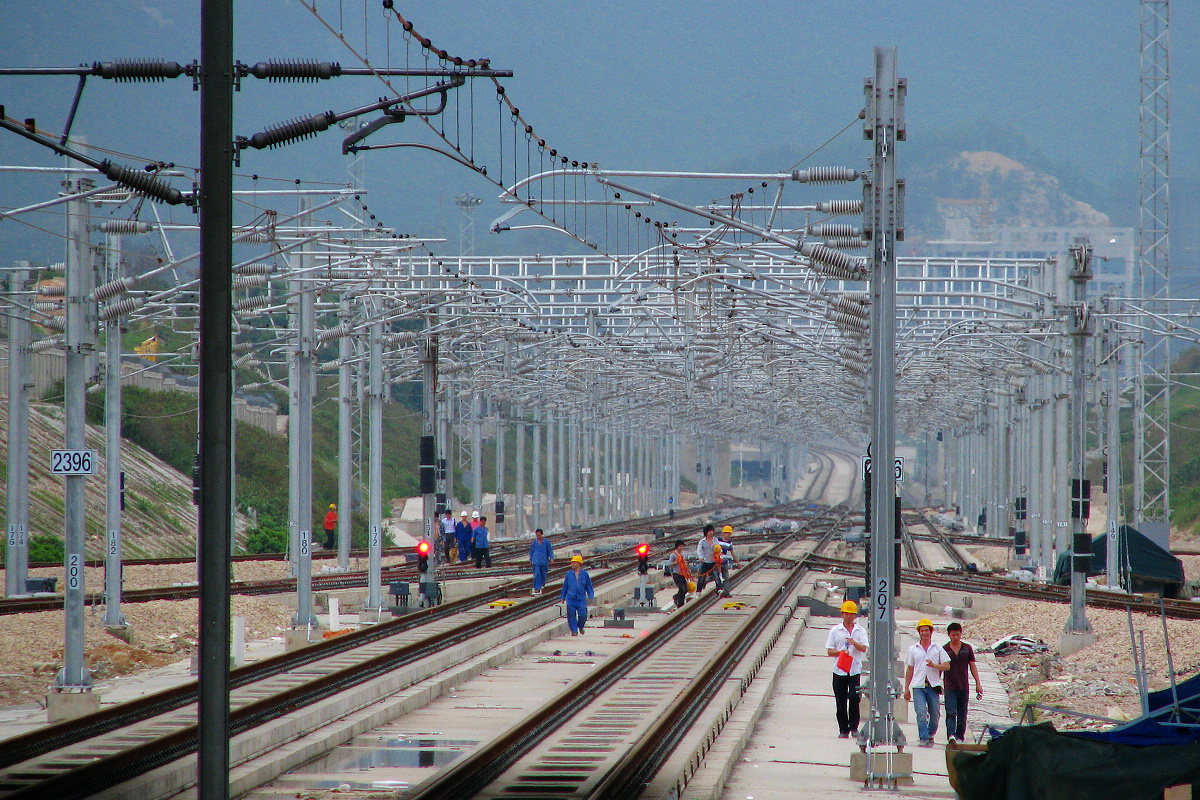
2011年5月，建设中的广深港高速铁路深圳段

中國自从經濟步入“新常態”后，高铁建设从之前的勞動密集型，向資本技術密集型轉化升級。在中国全部投入建设高铁的款项中，有约40-50％是由中央政府通过国有银行和金融机构贷款提供，而另外40％由原铁道部发行的债券提供，而其余10-20％则由省级和地方政府提供。
据业内人士分析，原铁道部（现中国铁路总公司）旗下的中国铁路建设投资公司，从2006年中国开始修建京津城铁，铁道部首次出资27亿后，至2010年，铁道部方面的高铁投资已经远超1万亿，其中包括2010年头10个月的310亿。由于大规模高铁建设资金任务繁重，因此铁道部已经开始考虑引入社会资金。2010年2月，铁道部将持有京沪高铁4.537%的股权挂牌，公开向社会招标以60亿的价格转让。同时，铁道部计划成立资产管理公司，以更好地管理高铁投资的债务与股权。
高铁建设完毕后，除了需要通过票款偿还贷款外，还需要通过车站及列车服务、线路使用、广告获得大量收入来偿还。尽管载客量令人瞩目，但几乎每条高铁线路在其运营的第一年都遭受了亏损。以京津城铁为例，该路线开通两年来，累计开行列车10.4万列，运送旅客4100万人。而京津城铁的修建投资额达204.2亿元，每年的运营总支出约18亿元，其中包括银行贷款100亿和每年6亿多的还贷利息，年利息利率在6.3%至6.8%之间，贷款周期为5-10年。在2008年8月1日至2009年7月底，京津城铁共运送旅客达1870万人，平均每天运送旅客5.5万人，营收11亿元，亏损7000万；而在开通运营的第二年，京津城铁客运量增加到2230万人，收入增加到14亿元，亏损5000万。根据京津城际高铁项目建议书，京津高铁预期的设计年运量约3000万人次，营业额接近18.4亿。但在投入运营时，出现盈亏持平，甚至略有盈余的迹象。据华建管理公司的会计师文清路分析，京津城铁在年运营费用支出达18亿的基础上，需要实现年运送旅客量在4000万人次以上，才能实现“算小账”中的略有盈余。2013年，京津城铁客运量上升到2585万人次。该线路每年最大载客量可达1亿人次，初期成本的回收期为16年。
在其他线路方面，石太客运专线开通运营后的第一年，总亏损8亿元，到2010年，当年预计亏损9亿元；2009年9月开通的沿海铁路，当年亏损达3.77亿。郑西客运专线自2010年2月开通运营以来，预计2010年全年收入为6亿，但必须支付11亿元的利息。在2012年前三季度共亏损18.7亿元。虽然这些线路所造成的亏损由铁路部门承担，但一些地方政府也会采取补贴的方式（如成灌铁路），此举可以提高该线路的利用率。2014年12月，河南省政府将对郑开城际铁路、郑焦城际铁路、郑机城际铁路实行暂定5年的运营亏损补贴机制。
根据2010年预测，从2014年开始，铁道部（现中国国家铁路集团）将迎来还债高峰。一些经济学家也建议高铁线路需要通过进一步政府补贴的方式，以降低票价，提高乘客量和最终收入。由于中国高速铁路网络不断扩大，因此乘客人数也在不断增加。而高铁票价日后也会更加便宜，同时工资也会出现大幅增长的迹象。
截至2020年3月底，中国国家铁路集团（原中国铁路总公司）的全部债务为49159亿元。2017-2019年公司的净资产收益率仅分别为1.88%、1.96%和1.99%，盈利能力并不强，引发了高铁项目是否会引发债务风险的担忧。与其他主要高铁系统相比，中国高铁票价较低，不到西班牙、法国等其他国家的四分之一。因此，根据世界银行的分析报告，除了京沪高铁等部分东部沿海地区的高铁线路可以实现盈利之外，在西部建设高铁项目，财务往往都有亏损。但是，高铁的建设可以带来其他正面效应，比如节省旅客的出行时间而提升的经济效率、带动高端制造等相关产业的发展、带来新增客流量、拉动地方土地升值、带动地方经济发展、减少温室气体排放、交通事故和道路拥堵等。
根据 2020年的分析，近几年的高铁项目中，地方政府的出资份额逐步增加。铁总在不少中西部的高铁项目中资本金的比例已降至20%-40%。地方政府一般先成立省级铁路投资平台，不断通过财政注资增加公司的资本金，并在土地用地指标、税收优惠政策等方面进行支持。省级铁投公司通过发行债券和银行借款加杠杆后，再出资与铁总及市县各级投资主体共同持股高铁项目公司。有了地方政府的铁投平台分担投资与债务，铁总才可以在每年超过8000亿元的巨额铁路固定资产投资的情况下，还能避免产生严重亏损，长期维持65%左右的资产负债率。此外，还通过京沪高铁上市等方式引入新的资金。
| 线路         | 长度（公里） | 设计最高时速（公里／小时） | 总建设成本（亿人民币） | 平均每公里建设成本 （人民币） | 参考资料 |
| ------------ | ------------ | -------------------------- | ---------------------- | ----------------------------- | -------- |
| 秦沈客运专线 | 404          | 250                        | 157                    | 3890万                        | [ 183 ]  |
| 合宁铁路     | 166          | 250                        | 250                    | 1.506亿                       | [ 184 ]  |
| 胶济客运专线 | 364          | 250                        | 110                    | 3021万                        | [ 185 ]  |
| 石太客运专线 | 190          | 250                        | 170.75                 | 8987万                        | [ 186 ]  |
| 合武铁路     | 351          | 250                        | 168                    | 4786万                        | [ 187 ]  |
| 甬台温铁路   | 268          | 250                        | 162.8                  | 6075万                        | [ 188 ]  |
| 温福铁路     | 298          | 250                        | 180                    | 6040万                        | [ 189 ]  |
| 福厦铁路     | 275          | 250                        | 152.59                 | 5549万                        | [ 190 ]  |
| 成灌铁路     | 65           | 250                        | 133                    | 2.0462亿                      | [ 191 ]  |
| 昌九城际铁路 | 131          | 250                        | 58.32                  | 4452万                        | [ 192 ]  |
| 长吉城际铁路 | 111          | 250                        | 96                     | 8649万                        | [ 193 ]  |
| 海南东环铁路 | 308          | 250                        | 202                    | 6558万                        | [ 194 ]  |
| 京津城际铁路 | 115          | 350                        | 215                    | 1.8696亿                      | [ 195 ]  |
| 武广客运专线 | 968          | 350                        | 1166                   | 1.2亿                         | [ 196 ]  |
| 郑西客运专线 | 455          | 350                        | 353.1                  | 7760万                        | [ 197 ]  |
| 沪宁高速铁路 | 301          | 350                        | 500                    | 1.6611亿                      | [ 198 ]  |
| 沪杭客运专线 | 150          | 350                        | 292.9                  | 1.9527亿                      | [ 199 ]  |
| 京沪高速铁路 | 1318         | 350                        | 2209                   | 1.676亿                       | [ 200 ]  |

### 车站规划
根据2009年版的《高速铁路设计规范》规定，车站名称应与车站所在地地名一致，且在全国范围内不应有相同的车站名称。位于城市城区或近郊区的，应使用该城市的名称命名。当车站位于县、乡（镇）或村所在地时，应以当地县、乡（镇）或村庄的名称命名。而在2014年版《高速铁路设计规范》则删除了这些内容。因此有一些高铁站的实际位置，与站名标识的位置相距较远。
2018年5月8日，国家发改委、自然资源部、住建部与中国铁路总公司联合发布《关于推进高铁站周边区域合理开发建设的指导意见》，明确新建铁路选线应尽量减少对城市的分割，新建车站选址尽可能在中心城区或靠近城市建成区。

车站规模方面则基本没有发挥空间。无论新建车站或既有车站附设高速场，在中间站（非主要始发终到站或节点站）基本上采用两台四线或六线的布局。由于中国高铁列车和车站布局、运营等方面的特点，无独立正线被认为会严重影响线路的运行效率，因而中国高铁网的小车站中基本都会设计独立正线，慢车进站在侧线待避快车。在主要的始发终到站，或多条线路交会的车站，则按照预期发送旅客的规模安排车站站场布局及到发线。由于中国铁路的规范，折返的动车组需要预留20分钟左右的时间进行整备，类似日本般在主要始发终到站仍然只安排4至6条到发线的设计方案不符合中国实际。因而这些车站的车站规模上不设限，大如西安北站18个站台、34条到发线都有出现。

2台2面4线的车站站场，一般用于县级行政区的高铁车站
2台4面6线的车站站场，一般用于地级行政区中心区域的高铁车站
2台3面5线的车站站场。一般用于地级行政区中心区域的高铁车站

## 线路规划

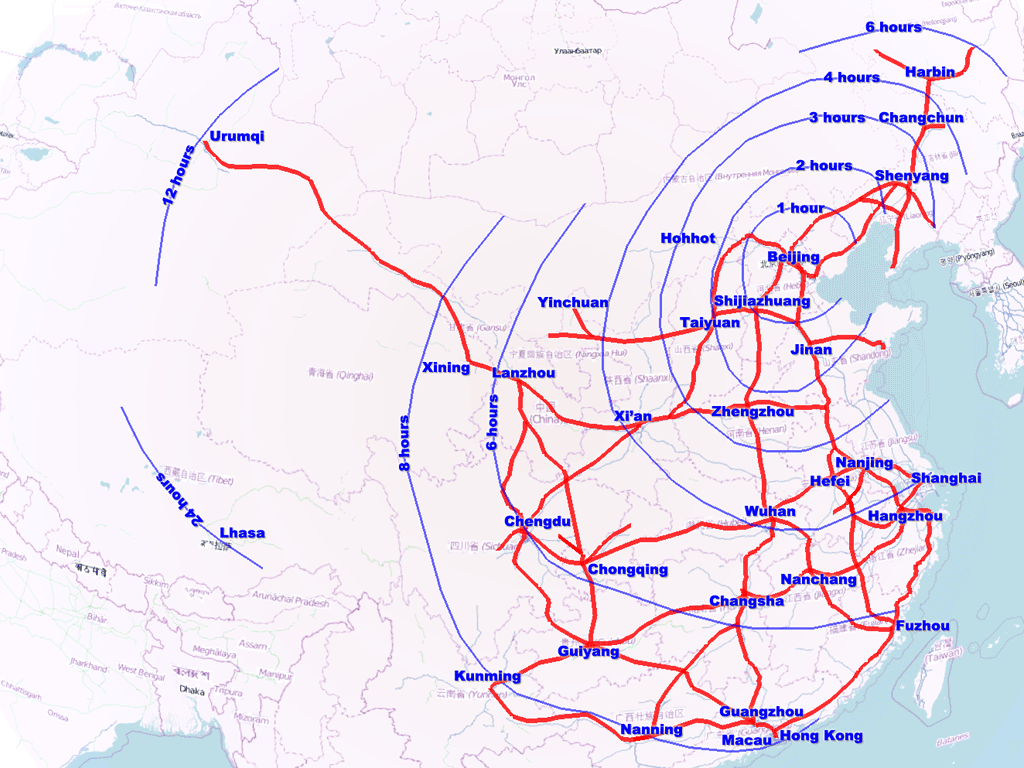
此地图显示2020年高铁网建成后，从北京出发前往各省会城市的最快铁路运输时间。

2008年，铁道部计划建成25,000公里的高速铁路网，列车的最快速度可达到每小时350公里。2009年，中国大陸对高铁建设投资了近500亿美元，总建设成本为3000亿美元。
根据2016年7月经中华人民共和国国务院批复的《中长期铁路网规划》，提出“八纵八横”高速铁路主通道，为四縱四橫的基礎上擴增的路線。此外，中国大陸當局同时規劃佈局高速鐵路區域連接線，并發展城際客運鐵路。具体规划路线如下：

### 八縱八橫主通道
八纵（南北向）

“八纵八横”高速铁路主通道规划图

- 沿海通道：大连（丹东）－秦皇岛－天津－东营－潍坊－青岛（烟台）－连云港－盐城－南通－上海－宁波－福州－厦门－深圳－江門－湛江－北海（防城港）
- 京滬通道：北京－天津－济南－南京－上海（杭州），包括南京－杭州、蚌埠－合肥－杭州，并行北京－天津－东营－潍坊－临沂－淮安－扬州－南通－上海
- 京港（台）通道：北京－衡水－菏泽－商丘－阜阳－合肥（黄冈）－九江－南昌－赣州－深圳－香港；支线为合肥－福州－台北，包括南昌－福州（莆田）
- 京哈～京港澳通道 ：哈尔滨－长春－沈阳－北京－石家庄－郑州－武汉－长沙－广州－深圳－香港，包括广州－珠海－澳門
- 呼南通道：呼和浩特－大同－太原－郑州－襄阳－常德－益阳－邵阳－永州－桂林－南宁
- 京昆通道：北京－石家莊－太原－西安－成都－昆明
- 包（銀）海通道：包頭－延安－西安－重慶－貴陽－南寧－湛江－海口（三亚），包括银川－西安以及海南环岛高速铁路
- 蘭（西）廣通道：蘭州（西宁）－成都（重庆）－貴陽－廣州

八横（东西向）
- 綏滿通道：绥芬河－牡丹江－哈尔滨－齐齐哈尔－海拉尔－满洲里
- 京兰通道：北京－呼和浩特－银川－兰州
- 青銀通道：青岛－济南－石家庄－太原－银川
- 陆桥通道：连云港－徐州－郑州－西安－兰州－西宁－乌鲁木齐
- 沿江通道：上海－南京－合肥－武汉－重庆－成都，包括南京－安庆－九江－武汉－宜昌－重庆、万州－达州－遂宁－成都
- 沪昆通道：上海－杭州－南昌－长沙－贵阳－昆明
- 厦渝通道：厦门－龙岩－赣州－长沙－常德－张家界－黔江－重庆
- 广昆通道：广州－南宁－昆明

### 区域连接线
在“八纵八横”主通道的基础上，规划建设高速铁路区域连接线，进一步完善路网、扩大覆盖。
- 东部地区：北京－唐山、天津－承德、日照－临沂－菏泽－兰考、上海－湖州、南通－苏州－嘉兴、杭州－温州、合肥－新沂、龙岩－梅州－龙川、梅州－汕头、广州－汕尾等。
- 东北地区：齐齐哈尔－乌兰浩特－白城－通辽、佳木斯－牡丹江－敦化－通化－沈阳、赤峰和通辽至京沈高铁连接线、朝阳－盘锦等。
- 中部地区：郑州－阜阳、郑州－濮阳－聊城－济南、黄冈－安庆－黄山、巴东－宜昌、宣城－绩溪、南昌－景德镇－黄山、石门－张家界－吉首－怀化等。
- 西部地区：玉屏－铜仁－吉首、绵阳－遂宁－内江－自贡、昭通－六盘水、兰州－张掖、贵港－玉林等。

### 城际客运线
在优先利用高速铁路、普速铁路开行城际列车服务城际功能的同时，规划建设支撑和引领新型城镇化发展、有效连接大中城市与中心城镇、服务通勤功能的城市群城际客运铁路。
京津冀、长三角、珠三角、长江中游、成渝、中原、山东半岛等城市群，建成城际铁路网；海峡西岸、哈长、辽中南、关中、北部湾等城市群，建成城际铁路骨架网；滇中、黔中、天山北坡、宁夏沿黄、呼包鄂榆等城市群，建成城际铁路骨干通道。

## 相关技术
至2021年，中国高铁的专利申请量已占全球总量的99.52%。

### 车辆技术
中國目前制造和运营中的高速列車分为和谐号电力动车组及復興號電力動車組，除CR200J以外均為动力分散式列車。
和谐号系列列車目前包括CRH1系列、CRH2系列、CRH3系列、CRH5系列、CRH6系列以及CRH380系列。其中CRH6F兼具高速动车组和地铁车辆技术优势，具有速度快、载客量大、快起快停、快速乘降等优点，适合城际铁路公交化运营需求。而CRH380系列通过主要关键技术系统和生产管理体系的提升，使得中国高铁列车实现了全国产化。
复兴号系列列车目前包括CR400AF/BF系列、CR300AF/BF系列和CR200J。其中CR400系列的400AF、400BF营运速度为350km/h；CR300系列的300AF、300BF营运速度为250km/h；CR200J为动力集中式列车，营运速度为160km/h。已经下线进行实验，预计2025年载客的CR450AF/BF系列的设计速度为450km/h，营运速度为400km/h。

### 轨道技术

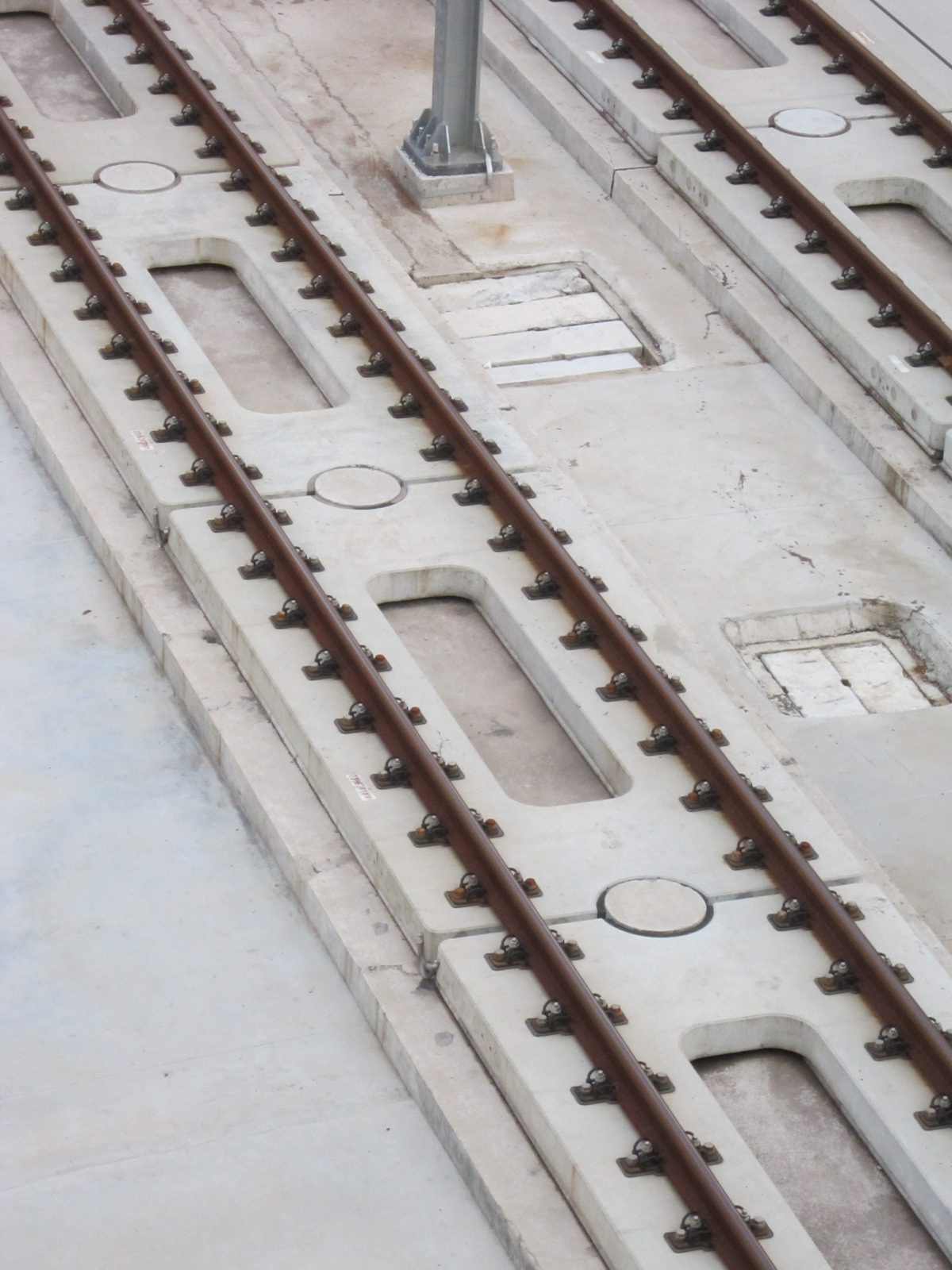
广深高铁轨道板（日系CRTS-I型）

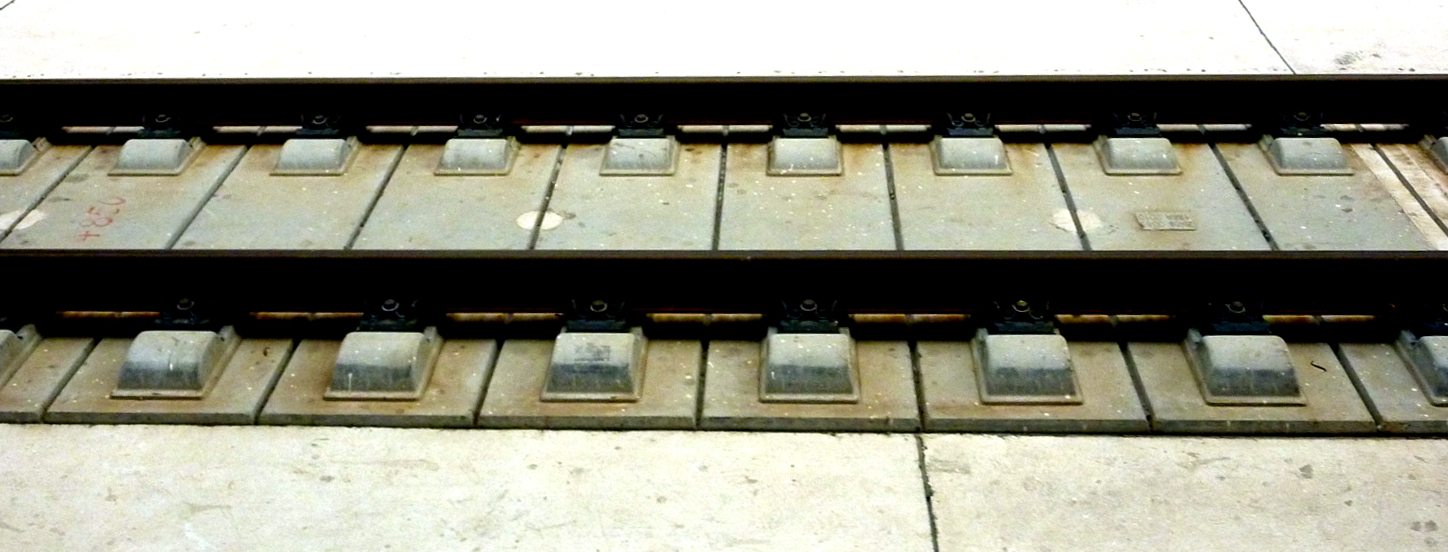
沪杭高铁无砟轨道和轨道板（德系CRTS-II型）

无砟轨道是高速铁路的硬件之一，以往这类技术仅日本和德国拥有，中国大陸缺乏轨道板制造技术，遂选择引进外国技术及自主研发。2004年9月，中国先于遂渝线使用自主技术，兴建全长13.16公里的无碴轨道试验段，至2007年1月建造完成，并在1月4日至1月10日间以CRH2型动车组进行高速测试。
中国也从德国引进无碴轨道技术，选择了博格（Max Bögl）、睿铁（RAIL.ONE）及旭普林（Züblin）等公司，当中京津城际铁路使用了博格式轨道板，武广客运专线则使用睿铁的RHEDA 2000无碴轨道技术，郑西客运专线使用旭普林技术。
随着山东华东数控成功研制出供生产博格板使用的数控磨床，中国已具备了自行制造大量博格板的能力。
中国又把不同款式的高速轨道板以型号分类，例如基于日本新干线的轨道板被称为CRTSⅠ型；基于德国博格的轨道板又被称为CRTSⅡs型板式无砟轨道。中国自主研制的新型轨道板被称为CRTSⅢ型，于2009年开始研制，2015年投入使用。

### 海外項目
中國自輸入外國技術後，經過技術國產化，現時已經進行技術輸出。自2013年国务院总理李克强上台后的10月起，他已经分别向泰国、澳大利亚、中东欧、非洲、英国、美国、东南亚等地推销过中国高铁技术，被媒体称为“超级推销员”。
目前已实现中国高铁技术出口的海外高铁项目有：
- 土耳其高鐵：中国海外參與修建的第一条高速铁路——安卡拉－伊斯坦堡高速铁路，由土耳其首都安卡拉至最大城市伊斯坦堡高速铁路的二期工程，於2014年7月25日通车，為中國企業首度在海外高铁計畫中承建部分工程[216]。
- 俄羅斯高铁：2015年6月18日，中铁二院与俄罗斯企业合作，准备新建莫斯科-喀山高速鐵路并与俄罗斯铁路公司正式签约，总金额约24亿人民币、设计时速最高将达到400公里[217]。在2020年工程計畫已遭推遲，至今尚未動工[218]。
- 印尼高铁：2015年9月29日，中国获得印尼高铁的订单，首度在海外全線承包高铁建設。工程為連接當時的首都雅加达到万隆間约140公里的高铁[219]，在2023年9月已進入試運營階段，现已正式开通运营。

## 管理运营

### 售票方式

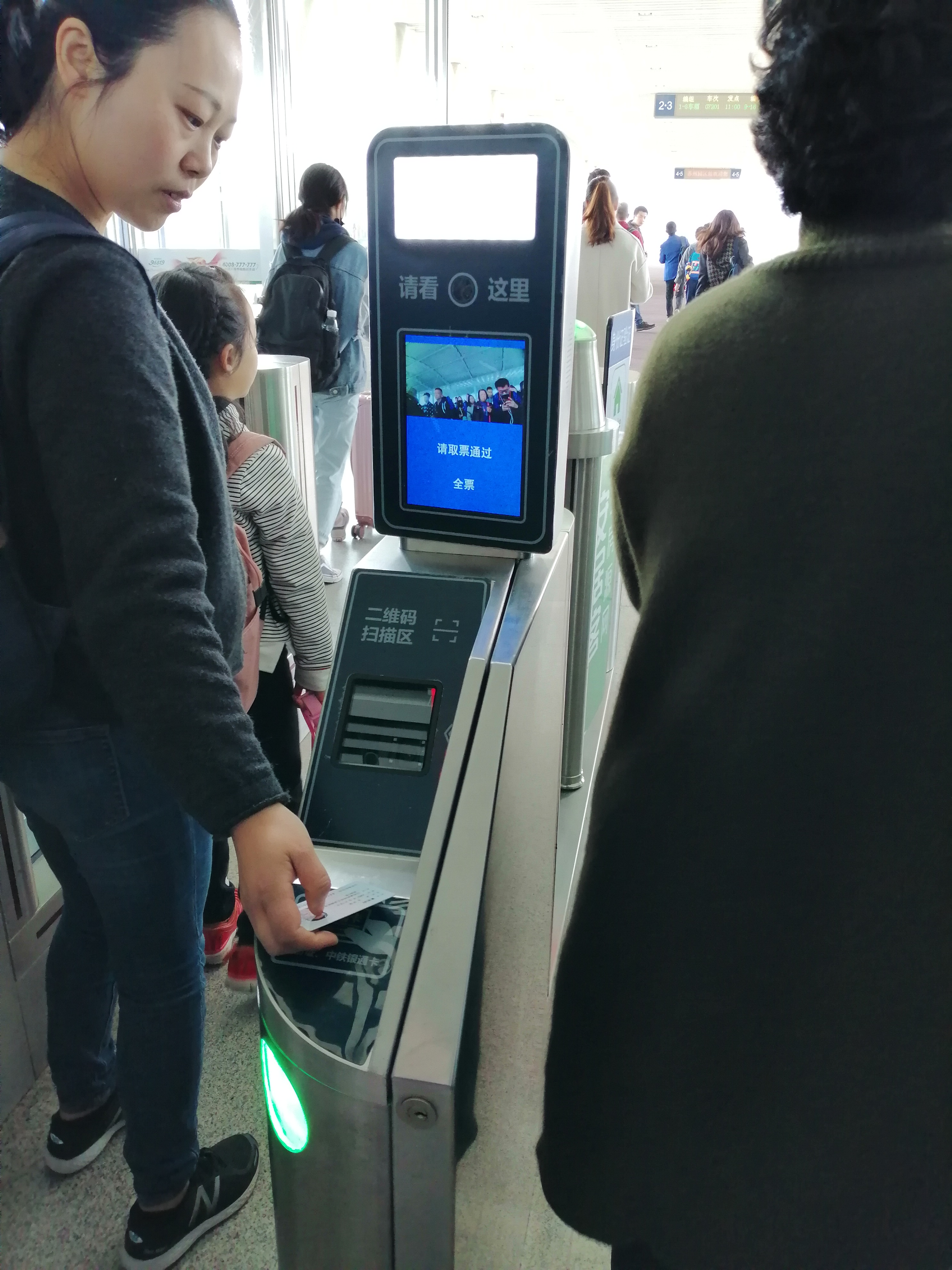
一名乘客正在刷居民身份证通过更新后的苏州园区站闸机

从2011年6月1日起，全国所有动车组列车将实行购票实名制。乘客需携带有效身份证件方可购票，有效证件包括：二代居民身份证、按规定可使用的有效护照、回鄉證、港澳通行证、台胞證、港澳台居民居住证、外国人永居证等。
对于自动售票机的购票者而言，由于自2011年6月1日起中國大陸全面实行购票实名制，因此全国各地火车站自动售票机也需要使用有效证件购票，但目前绝大多数火车站售票机能读取中华人民共和国居民身份证、回鄉證（2012年版）、台胞證（2015年版）、港澳台居民居住证、外國人永久居留身份證。若持其他身份证明文件如：护照或港澳通行证等的乘客需到人工售票窗口购票（不过广深动车组列车沿线车站的自动售票机则可以使用护照购票）。
持身份证于网络购票的旅客可选择前往各火车站、代售点领取传统纸质票，或直接使用身份证入闸上车（需上车站和下车站均具备自动检票条件）。使用卡式回乡证、卡式台胞证、外国人永居证也可以在部分车站直接入闸上车。

#### 购票限制
因违约而被各级人民法院限制消费的失信被执行人不得购买高速动车组列车（G字头车次）车票，含所有被限制消费的被执行人及单位被执行人的法定代表人、主要负责人、影响债务履行的直接责任人员、实际控制人。购买G字头列车全部座位及其他动车组列车一等座以上座位的行为被人民法院定位为“高消费行为”，该规定自2015年8月25日起生效。
另外，曾有媒体传闻称从2016年8月15日起所有在动车组列车吸烟的乘客，除接受罚款外，其动车组乘坐权也被暂停，旅客需持本人身份证件到铁路客户服务中心签订协议书方可再次购买。若旅客签订协议书后，再次在动车组上违法吸烟的，将终身禁止购买动车组列车车票。但在2016年9月28日，中国铁路总公司回应称，铁总从未出台过这种规定，此政策属于误传。
2018年3月16日，国家发改委发布《关于一定期限内适当限制特定严重失信人乘坐火车和飞机的意见》，对在一定期限内适当限制特定严重失信人乘坐民用航空器做了进一步明确，将于2018年5月1日起开始实施。

### 事故和事件

#### 甬台温铁路列车追尾事故
2011年7月23日20时34分，一列从北京南站始发前往福州站的D301次高速动车（车号为CRH2-139E）与一列从杭州站始发前往福州南站的D3115次动车（车号为CRH1-046B），两车方向一致，行至甬温线上海铁路局管内永嘉至温州南间K584＋300处（甬台温铁路瓯江特大桥），D3115疑遭到雷击后失去动力停车，造成D301追尾，追尾致D3115次动车第15同第16节，两车厢脱轨坠桥，D301次动车第1到4节车厢脱轨，四车厢脱轨1节坠桥。发生事故的动车组车型为CRH1B和CRH2E。截至24日上午8时，事故已导致成224人伤亡，其中40人遇难，184人受伤。由于当时铁路官员缺乏问责制度，导致事故发生后引发舆论反响，加剧了对中国大陸高铁安全和管理的关注。一时间，针对中国大陸高铁的各种批评和反高铁声音大幅度出现，其中不乏欠缺科学精神和理智的声音。
事故发生后，中国政府暂停了新的铁路项目审批，并对现有铁路运输系统进行了安全检查。2011年8月11日，中国政府宣布，在调查结果公布前，暂停新建高铁路线的审批。8月13日起，中国境内9000公里的高速铁路将全面降速降价，350公里时速高铁降速至300公里，250公里时速高铁降速至200公里，票价则比原票价降低5%左右。在当年7月到9月，中国高铁旅客发送量为1.51亿人次，下降了近3000万人次。而在2012年的“春运”期间，动车组列车并没有呈现往年春运时的火爆场面，票源充足，相反T字头、K字头普通列车的车票需求量却相比于往年出现了暴涨。另外，此次事故也将威胁到中国出口高铁技术的计划。

#### 贵广客运专线D2809次列车出轨事故
2022年6月4日10时30分许，贵阳北至广州南的D2809次旅客列车行驶在贵广线榕江站进站前的月寨隧道口时，撞上突发溜坍侵入线路的泥石流，导致7号、8号车发生脱线，造成1名司机死亡，1名列车员与7名旅客受伤。
据车载数据分析，列车司机在列车行驶至榕江站进站前的月寨隧道内时发现了线路异常，在5秒内采取了紧急制动措施，列车滑行超过900米。高速铁路的防撞墙与轨道结构的防护在避免此次列车发生颠覆或坠落的过程中起到了重要作用。

### 票价
据西班牙媒体统计，中国高铁的票价与西班牙、日本、法国、德国和意大利等发达国家相比，为全世界最低，每公里的票价为0.04欧元，远低于西班牙的0.19欧元，以及法国的0.22欧元、德国的0.27欧元、意大利的0.25欧元和日本的0.22欧元。但由于中国的个人收入差距很大，许多人的收入远低于平均值（2011年中国私营单位年均工资仅24556元，而全国城镇人均可支配收入更只有21810元），因此高铁票价对于一般大众而言相对要贵。
2018年4月28日起，铁路运输企业将依据价格法律法规，对部分线路高等级席别票价进行调整，部分线路动车一等座票价上涨约30%。2018年7月调图后，部分线路动车二等座票价也将实行优化调整，如贵广客运专线全程二等座票价除部分车次打折外将全面上涨，由267.5元涨至323元。

### 航空竞争

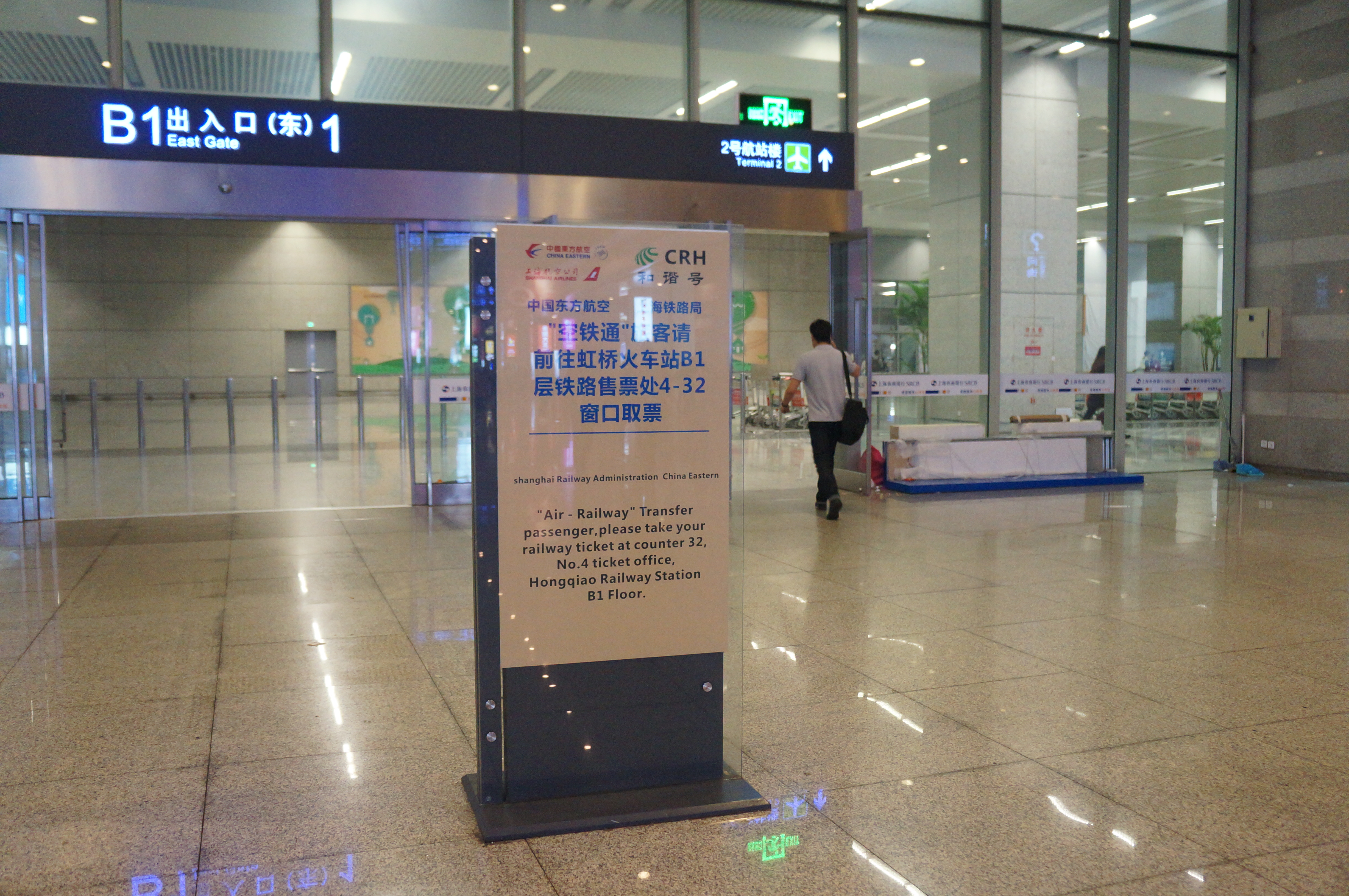
上海虹桥站到达厅往虹桥机场的通道口处设有东航、上航与上海铁路局推出的空铁联运产品的取票提示

由于近年来中国已有多条高铁建成，因此航空业危机已然显现。据武汉天河机场2011年提供的统计数据显示，600公里以下航程的航班已经有六七成停飞；当年春运期间，天河机场发送旅客量同比下降8.52%，为23年来首次下滑，而武广高铁旅客的平均上座率比2010年同期增长60%以上。截至2013年10月，中国大陆高速铁路每月载客量是航空的两倍。
应对高铁挑战與有效率的使用運力，航空公司和机场已经开始转变战略，一些航空公司和机场也开始筹划“空铁联运”，把高铁车次、时间和飞机航线进行搭配，旅客只需要买一张套票就可以实现飞机和火车的换乘。此外為了進一步使產業健康發展，自2016年11月1日起，中国民用航空局和国家发展改革委开始实施《关于深化民航国内航空旅客运输票价改革有关问题的通知》，规定800公里以下航线、800公里以上与高铁动车组列车形成竞争航线的旅客运输票价交由航空公司依法自主制定。

### 高铁货运
从2017年双十一开始，中国铁路总公司推出了“高铁快运”服务——在中铁快运公司的组织下，一些商品在装入专用的箱子和袋子后，被带上专门的动车组列车上，以远远高于普通货运列车的速度送往买方的手里。一些地区的农产品，例如香格里拉市的松茸和山东的樱桃，因为这项服务得以迅速到达买方手中，达到支持出产地农业发展的目的；另外，医药冷链、生物制剂和贵重物品也能通过这个服务保证运输的效率。至2019年8月，这个服务的范围为中国大陆60个城市、68个车站，运行线路达402条，一些枢纽高铁车站还成为了快运的中转车站。

### 运输规模
中国是世界上高铁客流量最高的国家。
| 统计年份 | 高铁年载客量（亿人次） |
| -------- | ---------------------- |
| 2007     | 0.61                   |
| 2008     | 1.28                   |
| 2009     | 1.8                    |
| 2010     | 2.9                    |
| 2011     | 4.4                    |
| 2012     | 4.86                   |
| 2013     | 6.72                   |
| 2014     | 8.93                   |
| 2015     | 11.61                  |
| 2016     | 14.43                  |
| 2017     | 17.13                  |
| 2018     | 20.01                  |
| 2019     | 22.90                  |
| 2020     | 22.03                  |
| 2021     | 26.11                  |
| 2022     |                        |
| 2023     | 29.40                  |
| 2024     | 32.72                  |

## 相关统计

### 运行速度

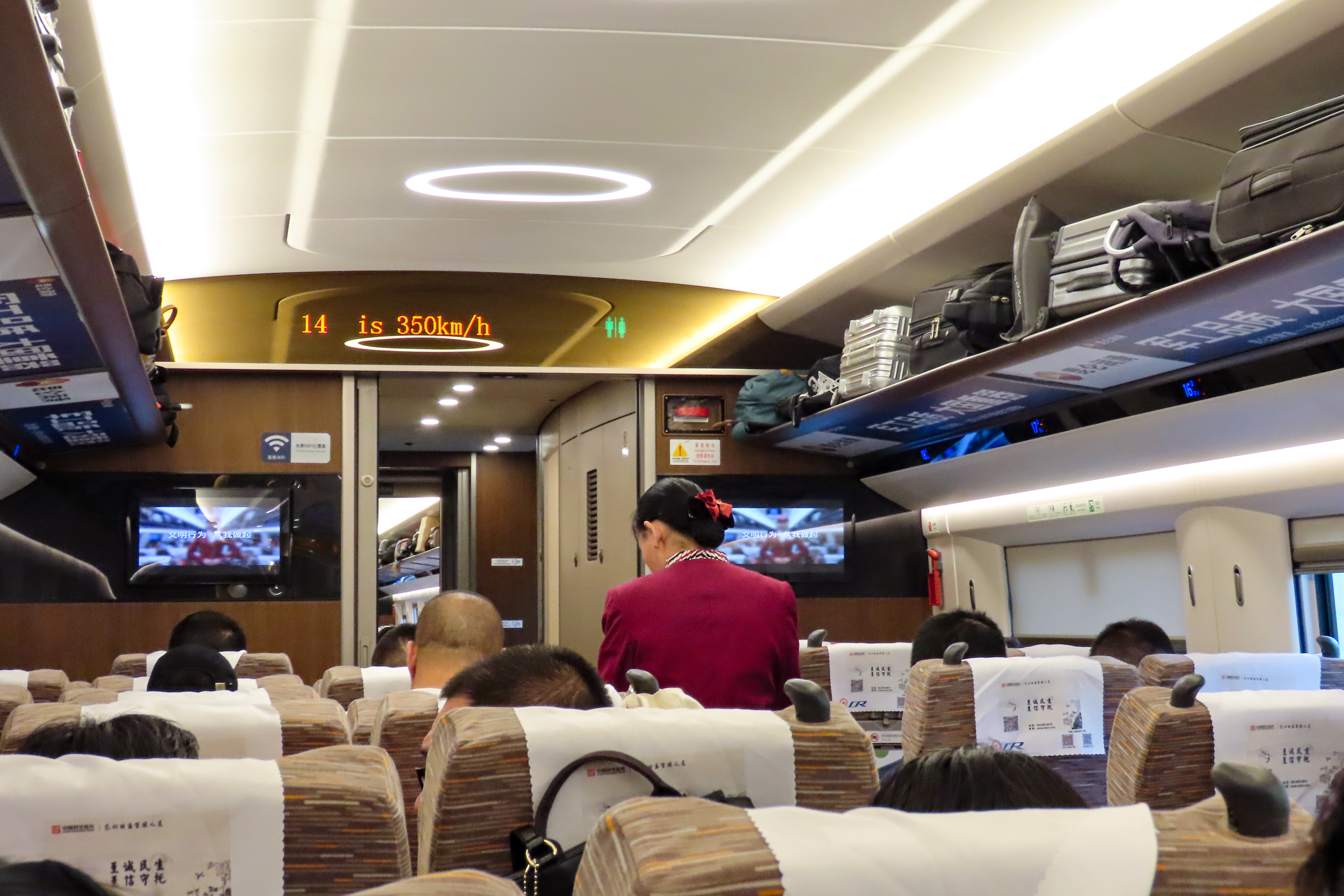
CR400AF担当的京沪高速动车组列车以350千米/时的速度运行

2011年7月1日后中国高铁进行第一次降速，武广高铁、沪宁高铁、郑西高铁最高运营时速从350km/h降为300km/h，沪杭高铁和京津城际维持350km/h运营。因此次和之后的降速皆在盛光祖時任鐵道部長任期内执行，其被中國鐵路愛好者戏称为“盛高阻”（取高铁阻碍者之意）。7月23日发生7.23追尾事故后，进行第二次降速，沪杭高铁和京津城际最高运营时速从350km/h降为300km/h，250km/h线路最高运行速度降为200km/h。2015年两会期间政协委员、中铁建（中铁建设集团有限公司）总裁赵广发認為當時不少列車以时速200公里的速度运营是巨大浪费，建议高铁恢复350公里最高时速。2016年6月，在国家“十二五”科技成就展上，中国共产党中央委员会总书记习近平与北京交通大学贾利民教授就中国高铁是否有条件恢复350公里时速进行了交流。2017年9月21日，中国铁路实行新的运行图，在京沪高铁开行数对由复兴号电力动车组担当、最高运营时速为350公里的高速列车。2018年8月8日，京津城际铁路也实现达速，恢复2011年降速前的350km/h的时速运行。京广高速铁路京武段、武广段分别于2022年6月20日起和2024年6月15日起提升最高运营速度至350km/h。京哈高铁京沈段亦于2025年7月1日提升最高运营速度至350km/h。

### 速度纪录
| 中国高速铁路速度纪录 | 中国高速铁路速度纪录                       | 中国高速铁路速度纪录           | 中国高速铁路速度纪录 |
| 纪录创造日期         | 车型                                       | 中国铁路第一速（试验瞬时速度） | 地点                 |
| -------------------- | ------------------------------------------ | ------------------------------ | -------------------- |
| 电力机车             |                                            |                                |                      |
| 1997年1月            | 韶山8型电力机车                            | 212.6 km/h                     | 北京环行铁道         |
| 1998年6月24日        | 韶山8型电力机车                            | 239.6 km/h                     | 京广铁路             |
| 2016年4月            | 复兴3型电力机车                            | 241 km/h                       | 北京环行铁道         |
| 内燃动车组           |                                            |                                |                      |
| 2002年12月9日        | NZJ2“神州号”内燃动车组                     | 210.7 km/h                     | 秦沈客运专线         |
| 电力动车组           |                                            |                                |                      |
| 1998年               | X2000“新时速”摆式电力动车组                | 200 km/h                       | 广深铁路             |
| 1999年8月            | DDJ1“大白鲨”电力动车组                     | 223 km/h                       | 广深铁路             |
| 2000年11月           | DJJ1“蓝箭”电力动车组                       | 235.6 km/h                     | 广深铁路             |
| 2001年11月11日       | DJF2“先锋”电力动车组                       | 249.6 km/h                     | 广深铁路             |
| 2002年9月10日        | DJF2“先锋”电力动车组                       | 292.8 km/h                     | 秦沈客运专线         |
| 2002年11月27日       | DJJ2“中华之星”电力动车组                   | 321.5 km/h                     | 秦沈客运专线         |
| 2008年4月24日        | CRH2C“和谐号”电力动车组-试验               | 370 km/h                       | 京津城际铁路         |
| 2010年2月6日         | CRH2C“和谐号”电力动车组-试运行             | 394.2 km/h                     | 郑西客运专线         |
| 2009年12月9日        | CRH3C“和谐号”电力动车组-试运行（两车重联） | 394.2 km/h                     | 武广客运专线         |
| 2008年6月24日        | CRH3C“和谐号”电力动车组-试验               | 394.3 km/h                     | 京津城际铁路         |
| 2010年9月28日        | CRH380A“和谐号”电力动车组-试运行           | 416.6 km/h                     | 沪杭客运专线         |
| 2016年7月15日        | 中国标准动车组样车CRH-0207、CRH-0503       | 420 km/h                       | 郑徐客运专线         |
| 2022年4月21日        | CR400AF-C-2214、CR400BF-J-0511（两车交会） | 435 km/h                       | 郑济客运专线         |
| 2023年6月28日        | CR400AF-J-0002、CR400BF-J-0001（两车交会） | 453 km/h                       | 福廈客運專線         |
| 2010年12月3日        | CRH380AL“和谐号”电力动车组-试运行          | 486.1 km/h                     | 京沪客运专线         |
| 2011年1月9日         | CRH380BL“和谐号”电力动车组-试验编组        | 487.3 km/h                     | 京沪客运专线         |

### 时间和里程记录
2019年7月10日开行的沈阳北至重庆西G1284/1281次动车组列车，其运行里程2858公里，运行时间16小時9分，成为当时世界上运行时间和里程最长的动力分散式动车组车次。2020年7月1日起，此列車縮短至成都東，里程紀錄再次被京昆高速動車組列車打破（2760公里），運行時間則被D2206次列車打破（上海虹橋至成都東，運行時間15小時52分）。